# Autonomous spaceport drone ship

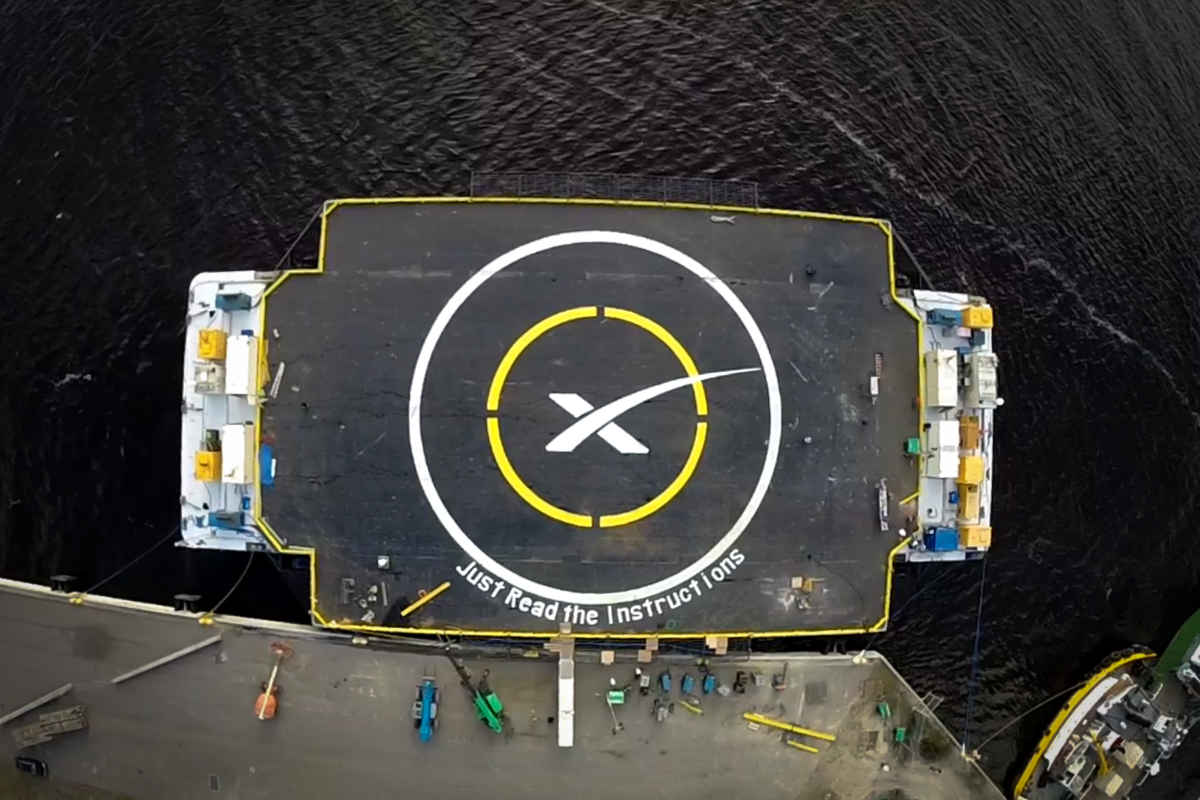
Autonomous spaceport drone ship

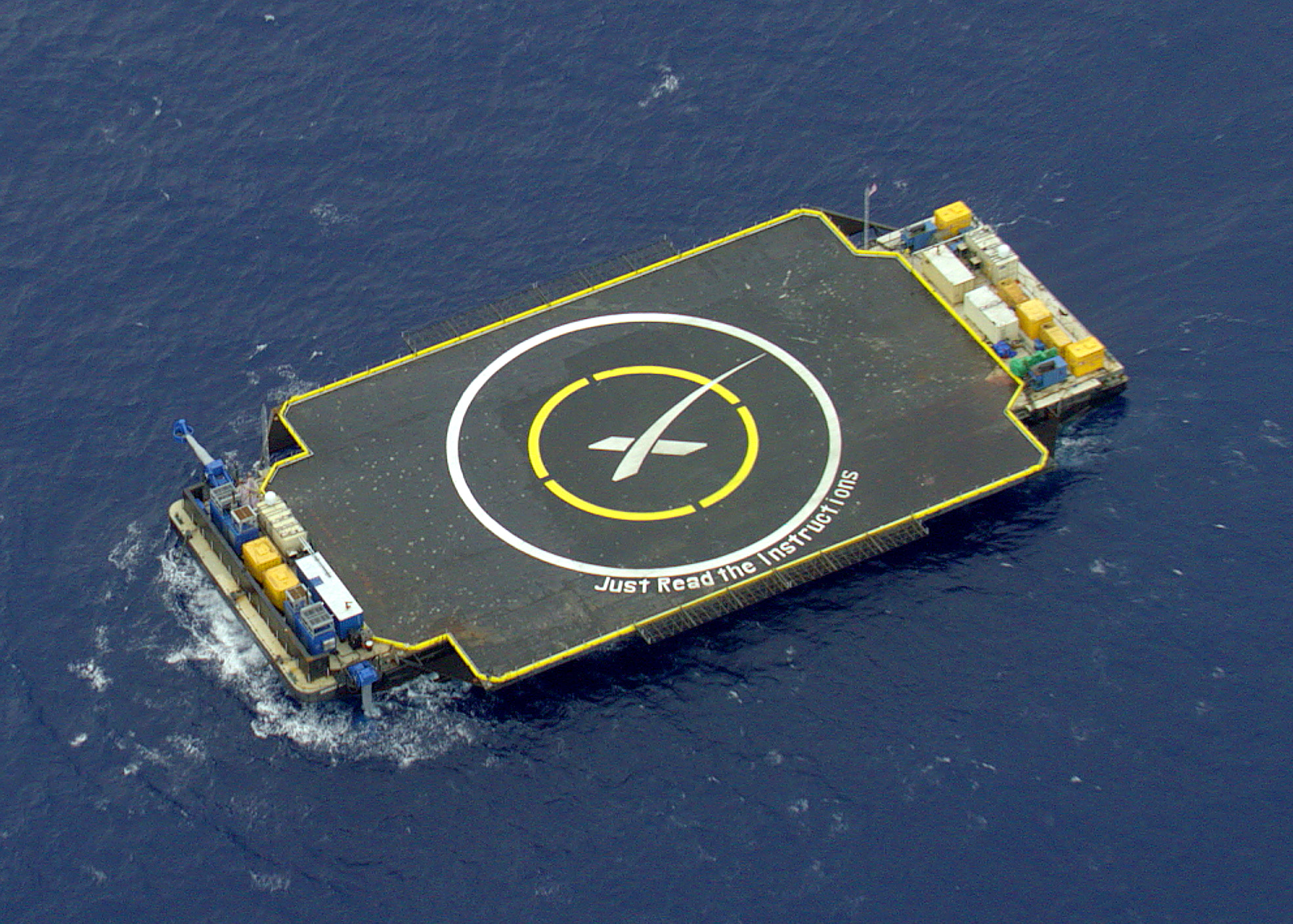
ASDS «Just Read the Instructions»

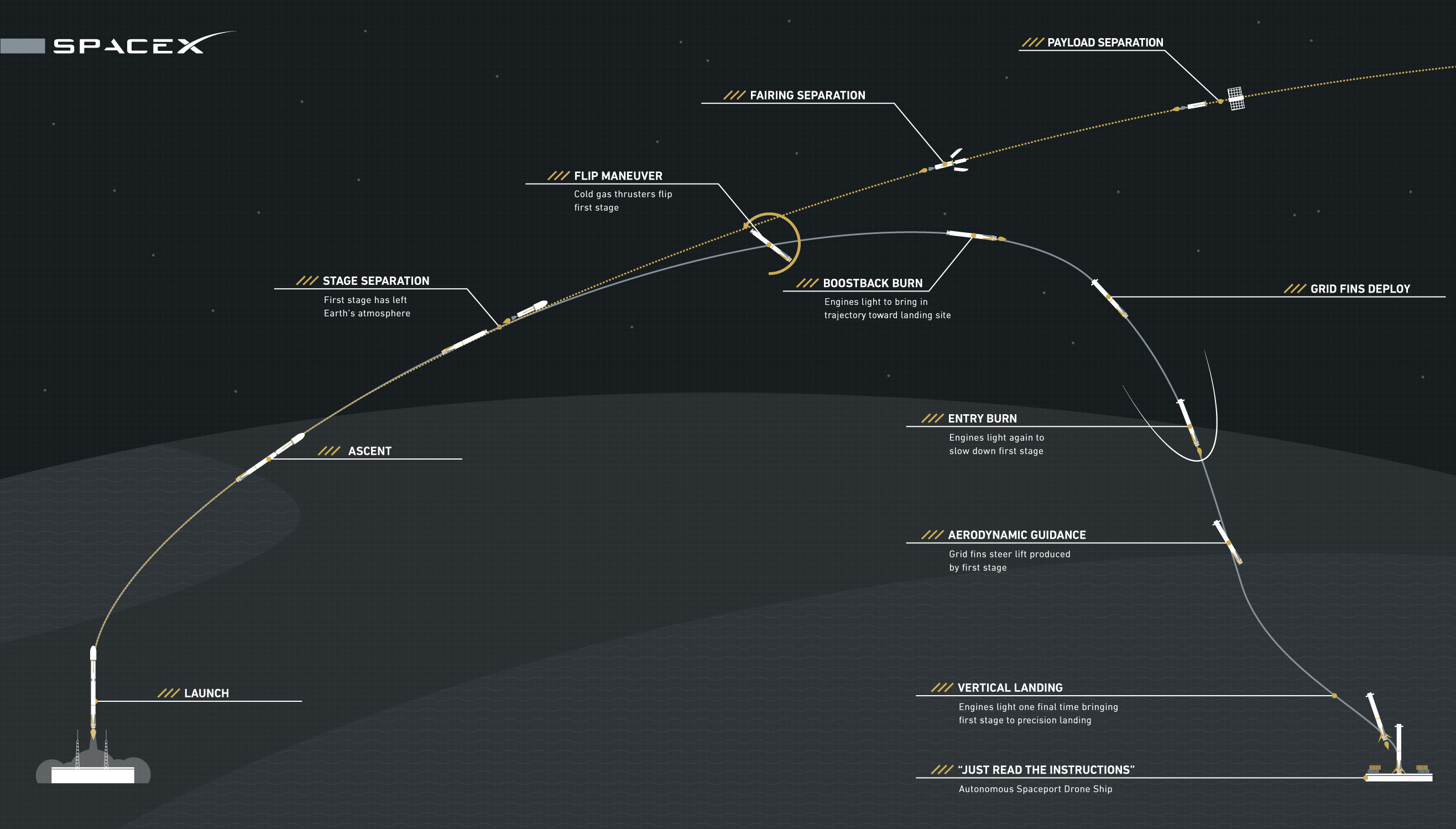
Схема приземления ступени на платформу

Autonomous spaceport drone ship (ASDS; буквально с англ. — «автономный беспилотный корабль-космопорт») — тип судна; плавучая платформа, которую аэрокосмическая компания SpaceX использует в качестве посадочной площадки для управляемой посадки первой ступени ракеты-носителя Falcon 9, с целью её дальнейшего восстановления и повторного использования.
Впервые была использована 10 января 2015 года, в рамках миссии SpaceX CRS-5.
Первая успешная посадка первой ступени ракеты-носителя Falcon 9 состоялась 8 апреля 2016 года после запуска корабля Dragon в рамках миссии SpaceX CRS-8.
С 2021 года SpaceX использует три судна этого типа: на Атлантическом океане — «Just Read the Instructions» и «A Shortfall of Gravitas», на Тихом океане — «Of Course I Still Love You». Названия судам даны на основе произведений писателя-фантаста Иэна Бэнкса.

## История
24 октября 2014 года основатель SpaceX Илон Маск, сообщил в интервью о том, что на судостроительной верфи в Луизиане ведётся строительство большой плавающей платформы, размерами около 90 на 50 метров, которая будет использоваться для посадки первой ступени Falcon 9 при последующих запусках.
22 ноября 2014 года Илон Маск продемонстрировал первое фото autonomous spaceport drone ship с логотипом SpaceX в центре платформы.
Autonomous spaceport drone ship швартуется в порте города Джэксонвилл, в штате Флорида. Возле причала построена площадка Архивная копия от 8 октября 2021 на Wayback Machine, оборудованная подъёмным краном, для снятия первой ступени с платформы, а также специальным стендом, для её (ступени) размещения.
23 января 2015 года Илон Маск сообщил в твиттере, что платформа названа «Just Read the Instructions»
(«Просто прочти инструкции»), в то время как вторая платформа, для запусков ракеты-носителя с базы Ванденберг, изготовление которой также планируется, будет названа «Of Course I Still Love You» («Конечно, я всё ещё люблю тебя»). Оба названия — по мотивам фантастического романа Иэна М. Бэнкса «Игрок».
В июне 2015 года появилась информация о том, что платформа «Just Read the Instructions» (JRTI), модифицированная из баржи Marmac 300, завершила свою работу в качестве посадочной площадки, а на судостроительной верфи в Луизиане завершаются работы над переоборудованием двух подобных, но значительно более новых барж Marmac 304 и Marmac 303.

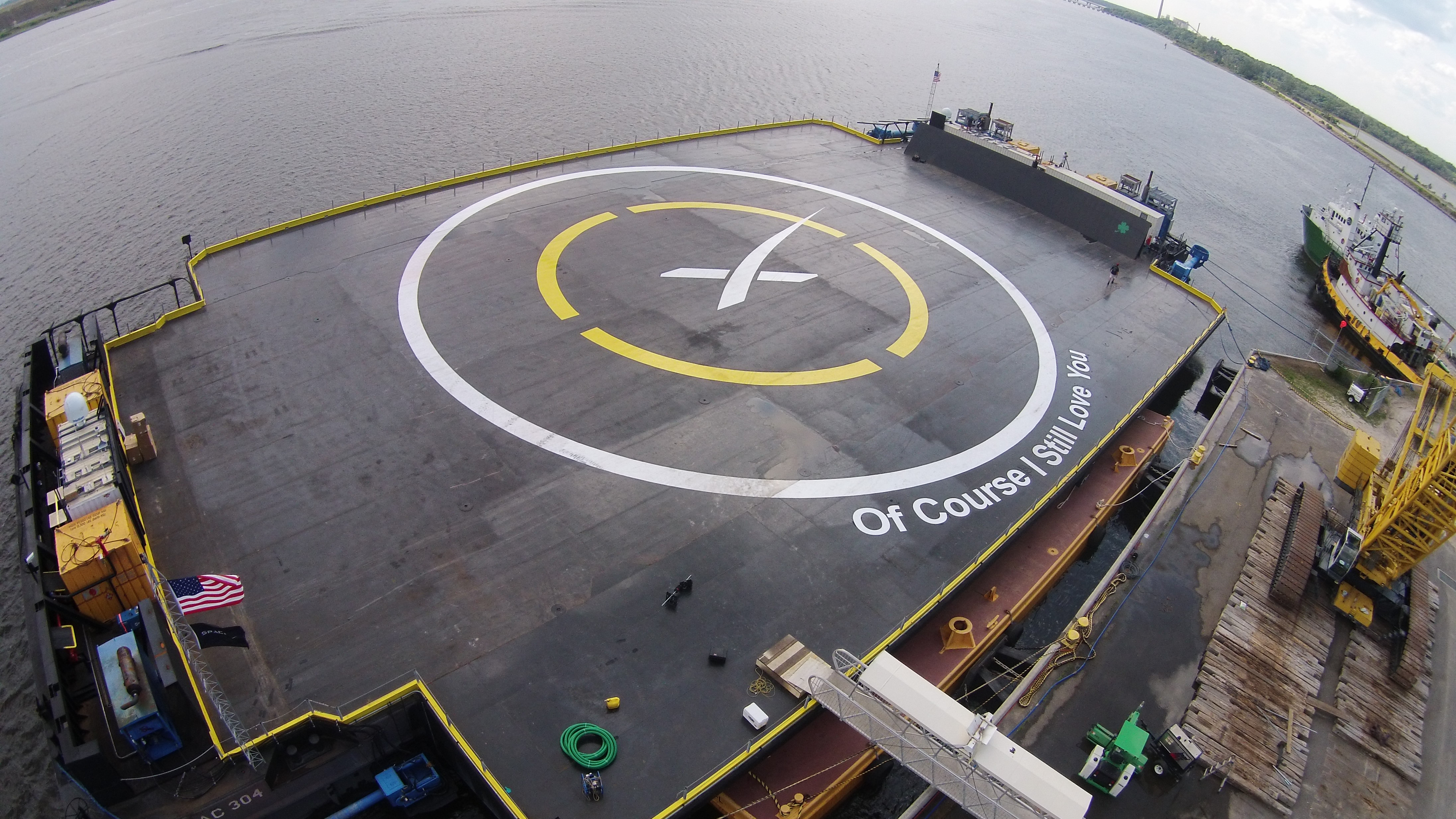
ASDS «Of Course I Still Love You»

Баржа Marmac 304 прибыла в порт города Джэксонвилл в начале июня 2015, после чего на ней проводились финальные приготовления для ввода платформы в работу. Из видимых изменений можно отметить стальные стены, закрывающие контейнеры с важным оборудованием платформы. На одну из стен нанесено изображение четырёхлистного клевера, которое используется на всех логотипах миссий SpaceX. После нанесения на посадочную поверхность платформы логотипа компании и названия платформы выяснилось, что платформа будет называться «Of Course I Still Love You» (OCISLY), хотя ранее это название предполагалось для второй платформы, для запусков ракеты-носителя с западного побережья США. Было подтверждено, что платформа будет использована для попытки посадки первой ступени Falcon 9 в рамках миссии SpaceX CRS-7.
Баржа Marmac 303 в начале июня 2015 года, с помощью буксира Smith RHEA, вышла из порта Луизианы и направилась к Панамскому каналу. Завершив прохождение канала 15 июня, баржа взяла курс в порт Лос-Анджелеса, где, как ожидается, будет пришвартована на пристани Сан-Педро, штат Калифорния. Предположительно, первое использование платформы произойдёт в рамках миссии запуска океанологического спутника Jason-3 с базы Ванденберг, в августе 2015 года. Платформе вернули название «Just Read the Instructions».
12 февраля 2018 года Илон Маск сообщил в твиттере о начале строительства третьей платформы «A Shortfall of Gravitas» («Недостаток авторитета»), которая будет дислоцироваться на восточном побережье. Своё название новая платформа, как и две предыдущих, получила в честь звездолёта «Experiencing A Significant Gravitas Shortfall» из фантастической новеллы «Культура» шотландского писателя Иэна М. Бэнкса. Ожидалось, что использование платформы начнётся ближе к лету 2019 года.
6 июля 2021 года платформа «Of Course I Still Love You» прибыла в порт Лос-Анджелеса. Она была передислоцирована на тихоокеанское побережье США для поддержки запусков спутников Starlink на полярную орбиту.
15 июля 2021 года платформа «A Shortfall of Gravitas» (ASOG), переоборудованная из баржи Marmac 302, прибыла в порт Канаверал из верфи в Луизиане. Конструкция палубы и размещение оборудования на новой платформе существенно отличается от предыдущих. Кроме того, платформа может быть полностью автономной и не нуждается в буксире для доставки её к месту посадки ступени.

## Оборудование и характеристики
Размеры платформы, модифицированной из баржи Marmac 300 специально для SpaceX — 91 на 52 метра, высота борта — 6 метров.
Платформа оборудована навигационной системой GPS и 4 дизельными азимутальными двигателями Thrustmaster, каждый мощностью 300 лошадиных сил (220 кВт), что позволяет удерживать необходимую позицию с погрешностью до 3 метров, даже во время шторма.
На платформе нет экипажа, она функционирует полностью в автономном режиме, также может управляться дистанционно, с корабля поддержки. Во время приземления первой ступени корабль поддержки с обслуживающим персоналом находится на безопасном отдалении от платформы.

## Использование

### Список посадок
| №  | Дата запуска (UTC) | Миссия              | Космодром  | Ракета-носитель            | Орбита              | Платформа | Дистанция | Результат |
| -- | ------------------ | ------------------- | ---------- | -------------------------- | ------------------- | --------- | --------- | --------- |
| 1  | 10 января 2015     | SpaceX CRS-5        | Канаверал  | Falcon 9 v1.1              | НОО                 | JRTI      | 345 км    | Неудача   |
| 2  | 14 апреля 2015     | SpaceX CRS-6        | Канаверал  | Falcon 9 v1.1              | НОО                 | JRTI      | 345 км    | Неудача   |
| 3  | 17 января 2016     | Jason-3             | Ванденберг | Falcon 9 v1.1              | НОО                 | JRTI      | 300 км    | Неудача   |
| 4  | 4 марта 2016       | SES-9               | Канаверал  | Falcon 9 FT                | ГПО                 | OCISLY    | 660 км    | Неудача   |
| 5  | 8 апреля 2016      | SpaceX CRS-8        | Канаверал  | Falcon 9 FT                | НОО                 | OCISLY    | 300 км    | Успех     |
| 6  | 6 мая 2016         | JCSAT-14            | Канаверал  | Falcon 9 FT                | ГПО                 | OCISLY    | 660 км    | Успех     |
| 7  | 27 мая 2016        | Thaicom 8           | Канаверал  | Falcon 9 FT                | ГПО                 | OCISLY    | 680 км    | Успех     |
| 8  | 15 июня 2016       | Eutelsat/ABS        | Канаверал  | Falcon 9 FT                | ГПО                 | OCISLY    | 680 км    | Неудача   |
| 9  | 14 августа 2016    | JCSAT-16            | Канаверал  | Falcon 9 FT                | ГПО                 | OCISLY    | 600 км    | Успех     |
| 10 | 14 января 2017     | Iridium-1           | Ванденберг | Falcon 9 FT                | НОО                 | JRTI      | 371 км    | Успех     |
| 11 | 30 марта 2017      | SES-10              | КЦ Кеннеди | Falcon 9 FT                | ГПО                 | OCISLY    | 646 км    | Успех     |
| 12 | 23 июня 2017       | BulgariaSat-1       | КЦ Кеннеди | Falcon 9 FT                | ГПО                 | OCISLY    | 679 км    | Успех     |
| 13 | 25 июня 2017       | Iridium-2           | Ванденберг | Falcon 9 FT                | НОО                 | JRTI      | 300 км    | Успех     |
| 14 | 24 августа 2017    | FORMOSAT-5          | Ванденберг | Falcon 9 FT                | CСО                 | JRTI      | 344 км    | Успех     |
| 15 | 9 октября 2017     | Iridium-3           | Ванденберг | Falcon 9 FT                | НОО                 | JRTI      | 244 км    | Успех     |
| 16 | 11 октября 2017    | EchoStar 105/SES-11 | КЦ Кеннеди | Falcon 9 FT                | ГПО                 | OCISLY    | 636 км    | Успех     |
| 17 | 30 октября 2017    | KoreaSat 5A         | КЦ Кеннеди | Falcon 9 FT                | ГПО                 | OCISLY    | 625 км    | Успех     |
| 18 | 6 февраля 2018     | Tesla Roadster      | КЦ Кеннеди | Falcon Heavy (центр. блок) | Гелио- центрическая | OCISLY    | 350 км    | Неудача   |
| 19 | 18 апреля 2018     | TESS                | Канаверал  | Falcon 9 FT                | ГПО                 | OCISLY    | 302 км    | Успех     |
| 20 | 11 мая 2018        | Bangabandhu-1       | КЦ Кеннеди | Falcon 9 FT                | ГПО                 | OCISLY    | 611 км    | Успех     |
| 21 | 22 июля 2018       | Telstar 19 VANTAGE  | Канаверал  | Falcon 9 FT                | ГПО                 | OCISLY    |           | Успех     |
| 22 | 25 июля 2018       | Iridium-7           | Ванденберг | Falcon 9 FT                | НОО                 | JRTI      | 235 км    | Успех     |
| 23 | 7 августа 2018     | Merah Putih         | Канаверал  | Falcon 9 FT                | ГПО                 | OCISLY    | 635 км    | Успех     |
| 24 | 10 сентября 2018   | Telstar 18 VANTAGE  | Канаверал  | Falcon 9 FT                | ГПО                 | OCISLY    | 645 км    | Успех     |
| 25 | 15 ноября 2018     | Es'hail 2           | КЦ Кеннеди | Falcon 9 FT                | ГПО                 | OCISLY    |           | Успех     |
| 26 | 3 декабря 2018     | SSO-A               | Ванденберг | Falcon 9 FT                | CСО                 | JRTI      | 50 км     | Успех     |
| 27 | 11 января 2019     | Iridium-8           | Ванденберг | Falcon 9 FT                | НОО                 | JRTI      | 250 км    | Успех     |
| 28 | 22 февраля 2019    | Nusantara Satu      | Канаверал  | Falcon 9 FT                | ГПО                 | OCISLY    | 663 км    | Успех     |
| 29 | 2 марта 2019       | SpaceX DM-1         | КЦ Кеннеди | Falcon 9 FT                | НОО                 | OCISLY    | 500 км    | Успех     |
| 30 | 11 апреля 2019     | Arabsat 6A          | КЦ Кеннеди | Falcon Heavy (центр. блок) | ГПО                 | OCISLY    | 990 км    | Успех     |
| 31 | 4 мая 2019         | SpaceX CRS-17       | Канаверал  | Falcon 9 FT                | НОО                 | OCISLY    | 28 км     | Успех     |
| 32 | 24 мая 2019        | Starlink v0.9       | Канаверал  | Falcon 9 FT                | НОО                 | OCISLY    | 619 км    | Успех     |
| 33 | 25 июня 2019       | STP-2               | КЦ Кеннеди | Falcon Heavy (центр. блок) | НОО и СОО           | OCISLY    | 1236 км   | Неудача   |
| 34 | 11 ноября 2019     | Starlink-1 v1.0     | Канаверал  | Falcon 9 FT                | НОО                 | OCISLY    | 629 км    | Успех     |
| 35 | 5 декабря 2019     | SpaceX CRS-19       | Канаверал  | Falcon 9 FT                | НОО                 | OCISLY    | 345 км    | Успех     |
| 36 | 17 декабря 2019    | JCSat-18/Kacific-1  | Канаверал  | Falcon 9 FT                | ГПО                 | OCISLY    | 650 км    | Успех     |
| 37 | 7 января 2020      | Starlink-2 v1.0     | Канаверал  | Falcon 9 FT                | НОО                 | OCISLY    | 630 км    | Успех     |
| 38 | 29 января 2020     | Starlink-3 v1.0     | Канаверал  | Falcon 9 FT                | НОО                 | OCISLY    | 630 км    | Успех     |
| 39 | 17 февраля 2020    | Starlink-4 v1.0     | Канаверал  | Falcon 9 FT                | НОО                 | OCISLY    | 630 км    | Неудача   |
| 40 | 18 марта 2020      | Starlink-5 v1.0     | КЦ Кеннеди | Falcon 9 FT                | НОО                 | OCISLY    | 630 км    | Неудача   |
| 41 | 22 апреля 2020     | Starlink-6 v1.0     | Канаверал  | Falcon 9 FT                | НОО                 | OCISLY    | 630 км    | Успех     |
| 42 | 30 мая 2020        | SpaceX DM-2         | КЦ Кеннеди | Falcon 9 FT                | НОО                 | OCISLY    | 510 км    | Успех     |
| 43 | 4 июня 2020        | Starlink-7 v1.0     | Канаверал  | Falcon 9 FT                | НОО                 | JRTI      | 630 км    | Успех     |
| 44 | 13 июня 2020       | Starlink-8 v1.0     | Канаверал  | Falcon 9 FT                | НОО                 | OCISLY    | 630 км    | Успех     |
| 45 | 30 июня 2020       | GPS III-03          | Канаверал  | Falcon 9 FT                | СОО                 | JRTI      | 632 км    | Успех     |
| 46 | 20 июля 2020       | Anasis-2            | Канаверал  | Falcon 9 FT                | ГПО                 | JRTI      | 628 км    | Успех     |
| 47 | 7 августа 2020     | Starlink-9 v1.0     | КЦ Кеннеди | Falcon 9 FT                | НОО                 | OCISLY    | 630 км    | Успех     |
| 48 | 18 августа 2020    | Starlink-10 v1.0    | Канаверал  | Falcon 9 FT                | НОО                 | OCISLY    | 630 км    | Успех     |
| 49 | 3 сентября 2020    | Starlink-11 v1.0    | КЦ Кеннеди | Falcon 9 FT                | НОО                 | OCISLY    | 630 км    | Успех     |
| 50 | 6 октября 2020     | Starlink-12 v1.0    | КЦ Кеннеди | Falcon 9 FT                | НОО                 | OCISLY    | 630 км    | Успех     |
| 51 | 18 октября 2020    | Starlink-13 v1.0    | КЦ Кеннеди | Falcon 9 FT                | НОО                 | OCISLY    | 630 км    | Успех     |
| 52 | 24 октября 2020    | Starlink-14 v1.0    | Канаверал  | Falcon 9 FT                | НОО                 | JRTI      | 630 км    | Успех     |
| 53 | 5 ноября 2020      | GPS III-04          | Канаверал  | Falcon 9 FT                | СОО                 | OCISLY    | 635 км    | Успех     |
| 54 | 16 ноября 2020     | SpaceX Crew-1       | КЦ Кеннеди | Falcon 9 FT                | НОО                 | JRTI      | 536 км    | Успех     |
| 55 | 25 ноября 2020     | Starlink-15 v1.0    | Канаверал  | Falcon 9 FT                | НОО                 | OCISLY    | 634 км    | Успех     |
| 56 | 6 декабря 2020     | SpaceX CRS-21       | КЦ Кеннеди | Falcon 9 FT                | НОО                 | OCISLY    | 623 км    | Успех     |
| 57 | 13 декабря 2020    | SXM-7               | Канаверал  | Falcon 9 FT                | ГСО                 | JRTI      | 644 км    | Успех     |
| 58 | 8 января 2021      | Turksat-5A          | Канаверал  | Falcon 9 FT                | ГПО                 | JRTI      | 673 км    | Успех     |
| 59 | 20 января 2021     | Starlink-16 v1.0    | КЦ Кеннеди | Falcon 9 FT                | НОО                 | JRTI      | 633 км    | Успех     |
| 60 | 24 января 2021     | Transporter-1       | Канаверал  | Falcon 9 FT                | ССО                 | OCISLY    | 556 км    | Успех     |
| 61 | 4 февраля 2021     | Starlink-18 v1.0    | Канаверал  | Falcon 9 FT                | НОО                 | OCISLY    | 634 км    | Успех     |
| 62 | 16 февраля 2021    | Starlink-19 v1.0    | Канаверал  | Falcon 9 FT                | НОО                 | OCISLY    | 633 км    | Неудача   |
| 63 | 4 марта 2021       | Starlink-17 v1.0    | КЦ Кеннеди | Falcon 9 FT                | НОО                 | OCISLY    | 633 км    | Успех     |
| 64 | 11 марта 2021      | Starlink-20 v1.0    | Канаверал  | Falcon 9 FT                | НОО                 | JRTI      | 633 км    | Успех     |
| 65 | 14 марта 2021      | Starlink-21 v1.0    | КЦ Кеннеди | Falcon 9 FT                | НОО                 | OCISLY    | 633 км    | Успех     |
| 66 | 24 марта 2021      | Starlink-22 v1.0    | Канаверал  | Falcon 9 FT                | НОО                 | OCISLY    | 633 км    | Успех     |
| 67 | 7 апреля 2021      | Starlink-23 v1.0    | Канаверал  | Falcon 9 FT                | НОО                 | OCISLY    | 633 км    | Успех     |
| 68 | 23 апреля 2021     | SpaceX Crew-2       | КЦ Кеннеди | Falcon 9 FT                | НОО                 | OCISLY    |           | Успех     |
| 69 | 29 апреля 2021     | Starlink-24 v1.0    | Канаверал  | Falcon 9 FT                | НОО                 | JRTI      | 600 км    | Успех     |
| 70 | 4 мая 2021         | Starlink-25 v1.0    | КЦ Кеннеди | Falcon 9 FT                | НОО                 | OCISLY    | 633 км    | Успех     |
| 71 | 9 мая 2021         | Starlink-27 v1.0    | Канаверал  | Falcon 9 FT                | НОО                 | JRTI      | 613 км    | Успех     |
| 72 | 15 мая 2021        | Starlink-26 v1.0    | КЦ Кеннеди | Falcon 9 FT                | НОО                 | OCISLY    | 630 км    | Успех     |
| 73 | 26 мая 2021        | Starlink-28 v1.0    | Канаверал  | Falcon 9 FT                | НОО                 | JRTI      | 631 км    | Успех     |
| 74 | 3 июня 2021        | SpaceX CRS-22       | КЦ Кеннеди | Falcon 9 FT (B1067)        | НОО                 | OCISLY    | 303 км    | Успех     |
| 75 | 6 июня 2021        | SXM-8               | Канаверал  | Falcon 9 FT (B1061-3)      | ГПО                 | JRTI      |           | Успех     |
| 76 | 17 июня 2021       | GPS III-05          | Канаверал  | Falcon 9 FT (B1062-2)      | СОО                 | JRTI      | 642 км    | Успех     |
| 77 | 29 августа 2021    | SpaceX CRS-23       | КЦ Кеннеди | Falcon 9 FT (B1061-4)      | НОО                 | ASOG      |           | Успех     |
| 78 | 14 сентября 2021   | Starlink V1.5-L1    | Ванденберг | Falcon 9 FT (B1049-10)     | НОО                 | OCISLY    |           | Успех     |
| 79 | 16 сентября 2021   | Inspiration4        | КЦ Кеннеди | Falcon 9 FT (B1062-3)      | НОО                 | JRTI      |           | Успех     |

### 10 января 2015 (SpaceX CRS-5)
Первая попытка приземления первой ступени ракеты-носителя Falcon 9 на платформу в последующем названную «Just Read the Instructions» состоялась 10 января 2015 года, в рамках миссии SpaceX CRS-5 по снабжению Международной космической станции. Впервые была задействована система решётчатых рулей, для управления ступенью во время снижения. Первая ступень успешно достигла платформы, но перед самым приземлением потеряла ориентацию и, ударившись о платформу под углом, взорвалась и вылетела в воду. Оборудованию платформы были нанесены незначительные повреждения. Причиной крушения было названо недостаточное количество рабочей жидкости в незамкнутой гидравлической системе решётчатых рулей, которая закончилась непосредственно перед посадкой.
Следующая попытка использования платформы планировалась во время миссии DSCOVR, после ремонта платформы, с увеличенным на 50 % запасом рабочей жидкости решётчатых рулей. Однако планируемую посадку первой ступени ракеты пришлось отменить из-за сильного шторма в районе приземления. Ступень осуществила мягкую вертикальную посадку на воду с точностью до 10 метров, после чего была разрушена волнами.

### 14 апреля 2015 (SpaceX CRS-6)
В рамках миссии SpaceX CRS-6 была осуществлена вторая попытка посадки первой ступени Falcon9 на плавучую платформу «Just Read the Instructions», которая была улучшена, для того чтобы выдерживать более сильный шторм. Возвращение в атмосферу и снижение ступени проходило успешно, но посадка вновь получилась слишком жёсткой, чтобы ступень смогла выжить. Согласно заявлению Илона Маска, ступень приземлилась на платформу, но избыток боковой скорости привёл к её опрокидыванию после посадки. Короткое видео приземления ступени, выложенное через несколько часов, демонстрирует, насколько близкой к успеху была эта попытка. На видео с высоким разрешением, снятом с самолёта-наблюдателя, видно, как двигатели реактивной системы управления, расположенные в верхней части, до конца пытались выровнять наклоняющуюся ступень, однако их мощности не хватило. Ступень упала на платформу и взорвалась. Причиной неудачной попытки приземления был назван сбой работы клапана дросселирования центрального двигателя, не обеспечившего ожидаемую скорость ответа, что привело к излишнему маневрированию ступени в финальной фазе приземления.

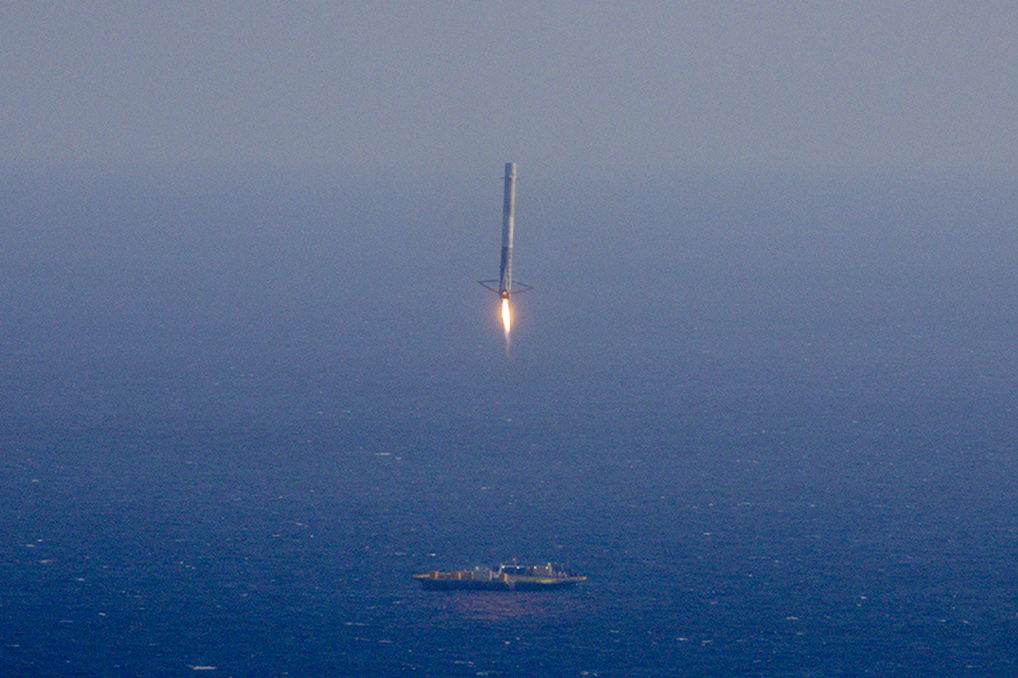
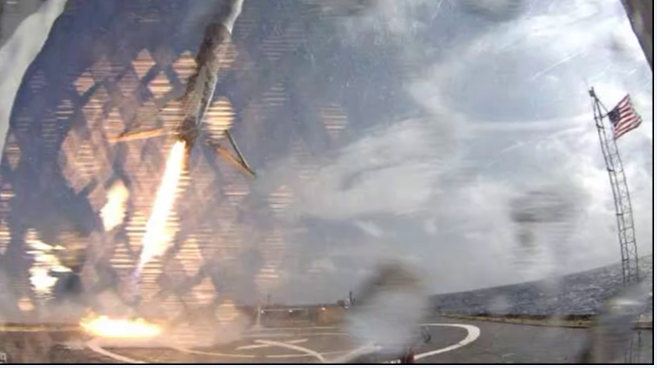
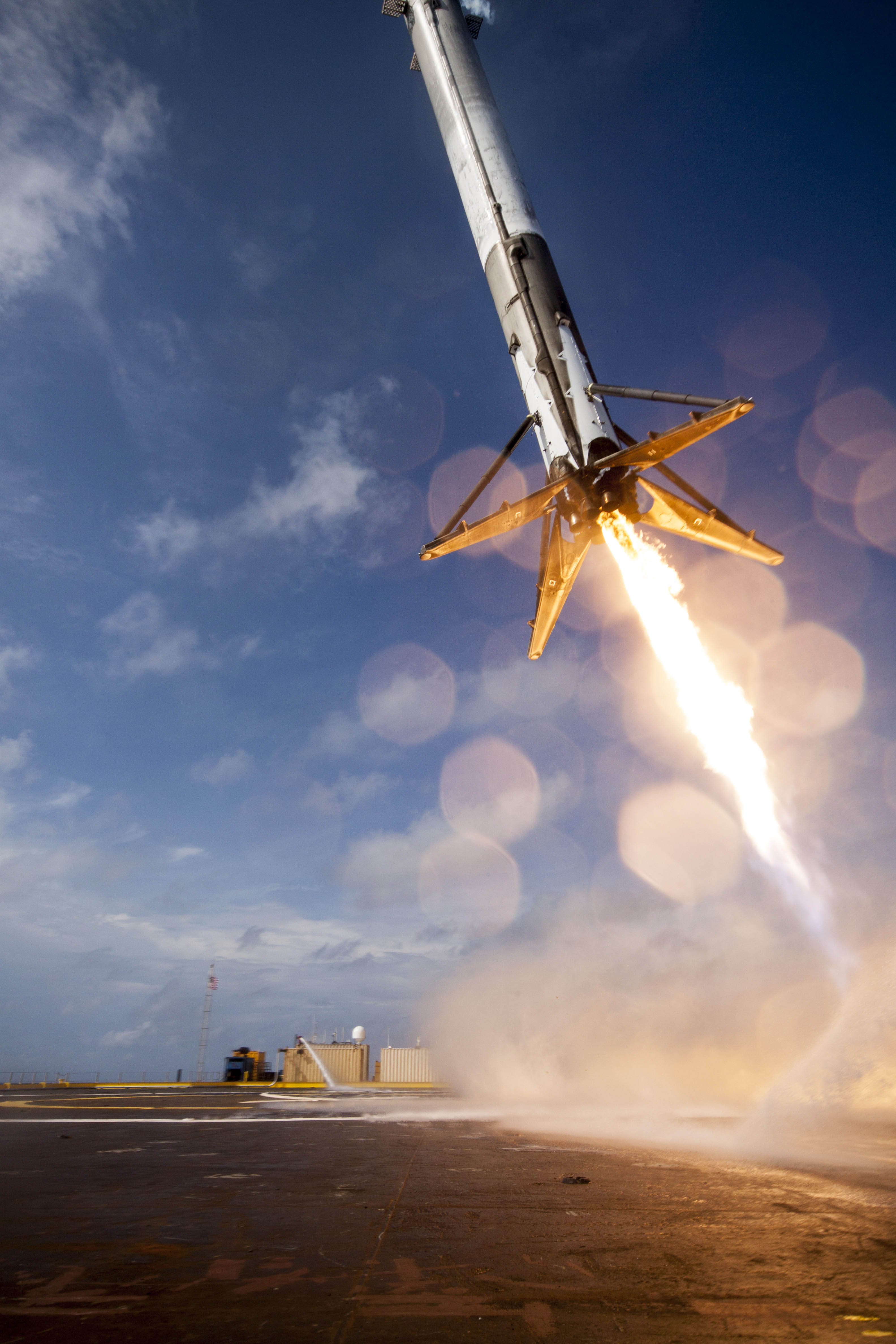

### 17 января 2016 (Jason-3)
После запуска океанологического спутника Jason-3 произведена очередная попытка посадки первой ступени на платформу «Just Read the Instructions», размещённую в Тихом океане на расстоянии около 300 км от места запуска. Первая ступень отсоединилась через 2 мин 34 с после запуска ракеты-носителя Falcon 9 на высоте 67 км и при скорости 6150 км/ч (5 Махов). Через 4,5 минуты после старта началось первое, 30-секундное зажигание трёх двигателей (boostback burn) для вывода ступени в точку посадки. Через 7 минут после запуска ступень произвела второе, 25-секундное зажигание трёх двигателей (re-entry burn) для снижения скорости перед входом в плотные слои атмосферы. Финальное зажигание центрального двигателя (landing burn) первой ступени началось в 8 мин 30 с после старта. Ступень приземлилась на расстоянии 1,3 м от центра посадочной платформы с необходимой скоростью, но одна из посадочных опор не зафиксировалась в раскрытом положении и сложилась при касании платформы, что привело к падению ступени — на одной из опор не сработал цанговый патрон, фиксирующий опору в открытом положении, возможной причиной могло стать намерзание льда из-за конденсации густого тумана при запуске.

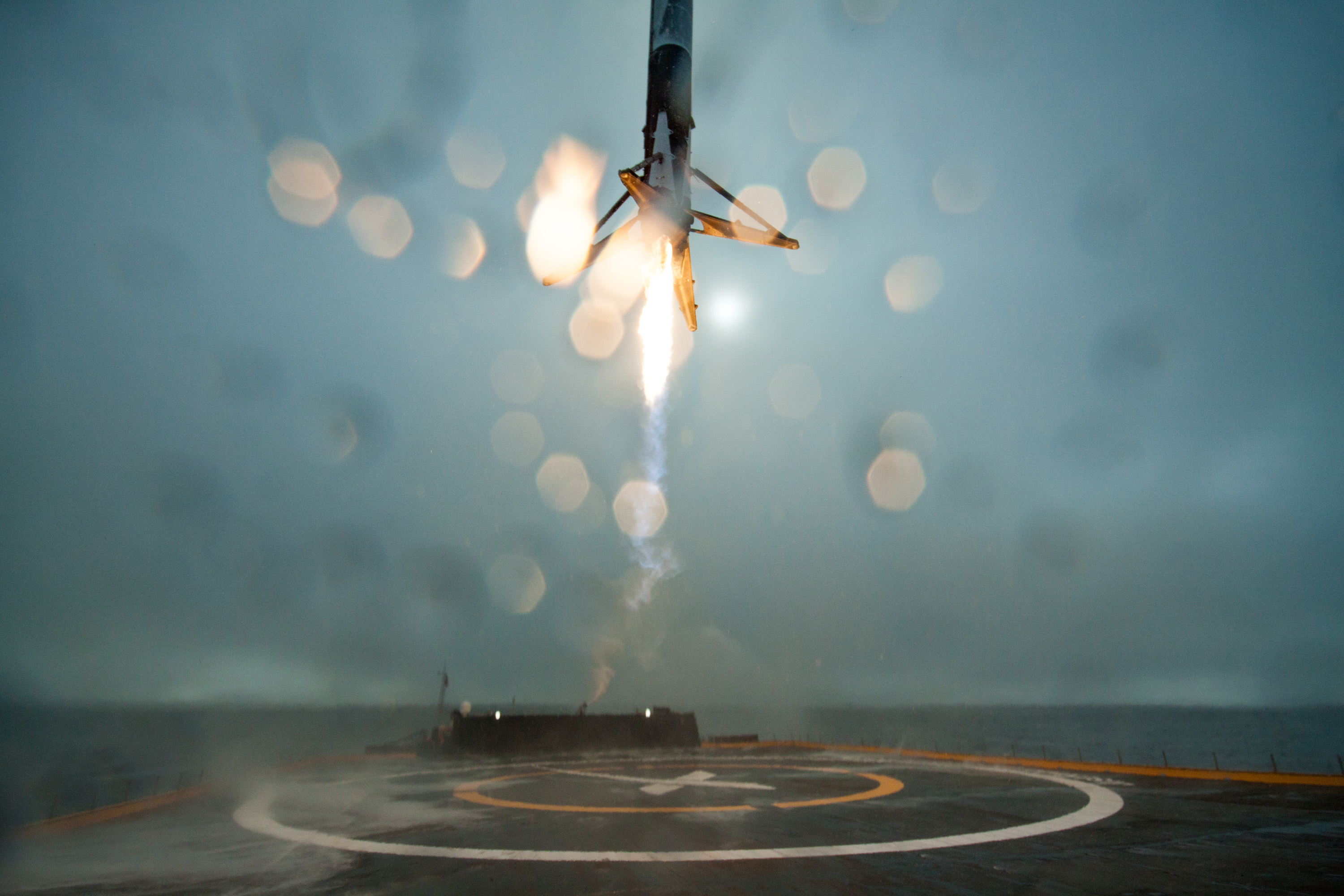
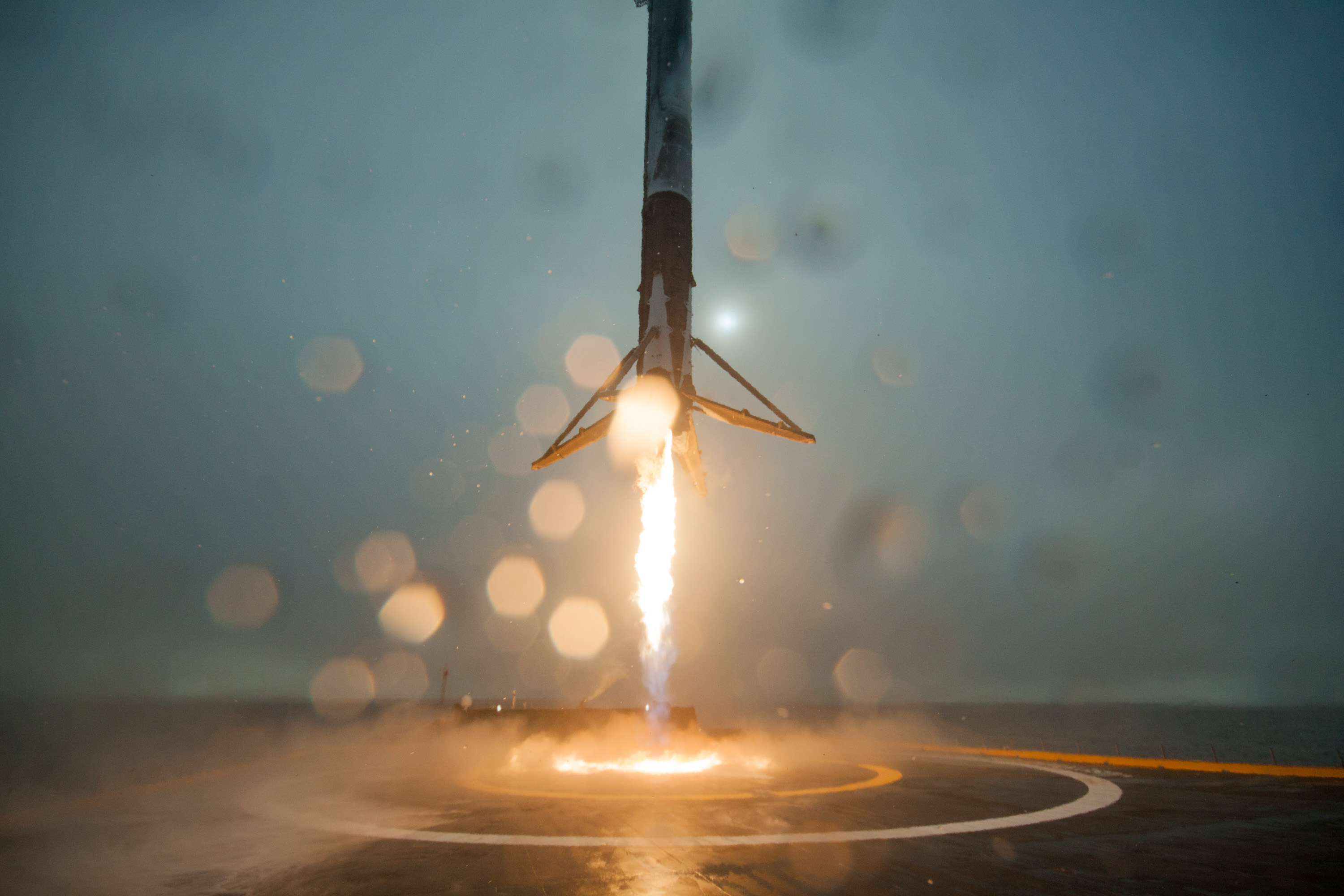
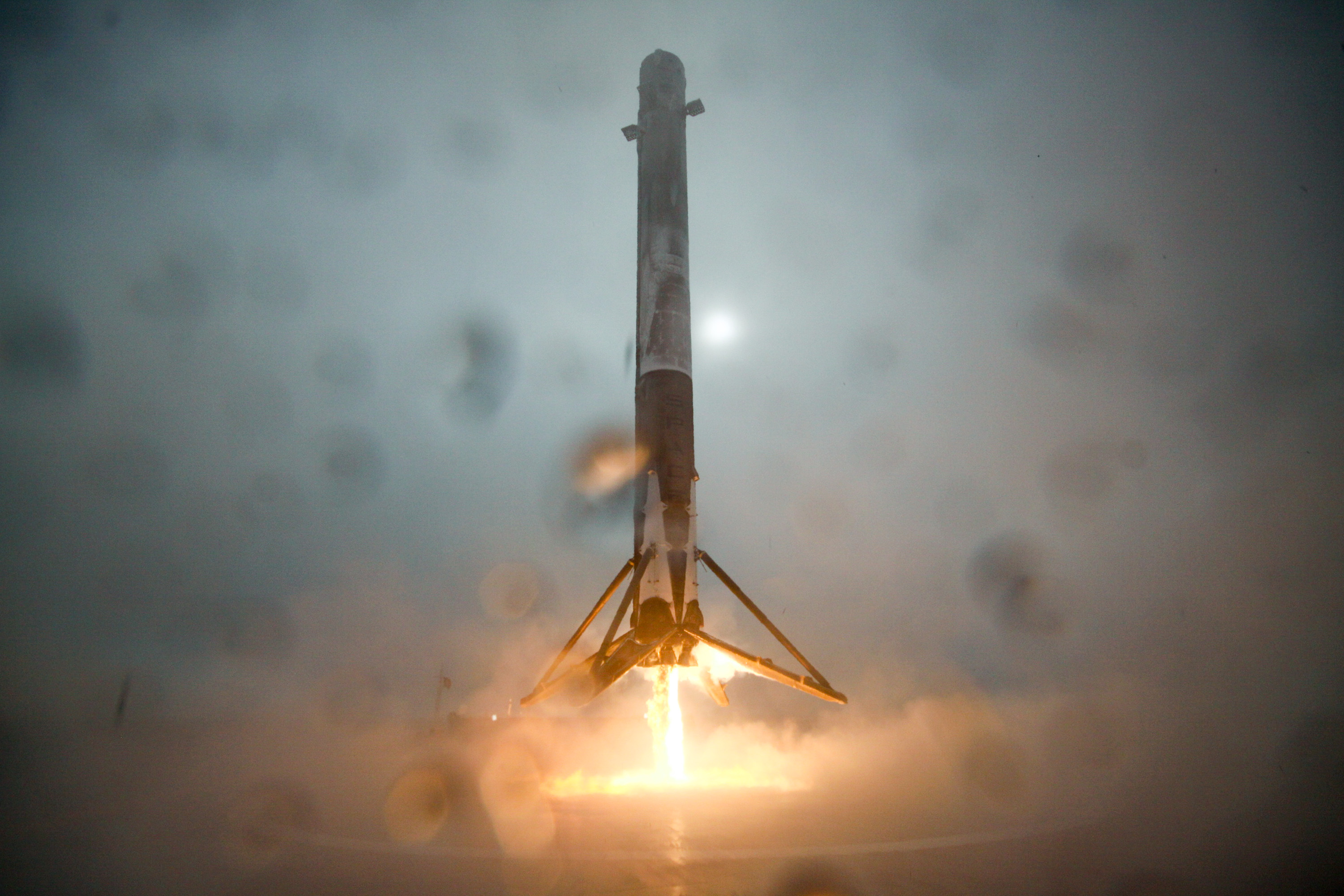

### 4 марта 2016 (SES-9)
Из-за внесения изменения в начальный профиль миссии запуска спутника SES-9 с выводом его на суперсинхронную геопереходную орбиту, задача возвращения и посадки первой ступени на платформу была существенно усложнена, в SpaceX не ожидали успешного приземления ступени в этой миссии. Платформа «Of Course I Still Love You» была размещена на расстоянии 660 км от места запуска, а первая ступень не проводила первое стандартное торможение тремя двигателями (boostback-burn), в связи с ограниченным количеством топлива, фактически двигаясь по баллистической траектории после отстыковки на высоте 72 км и на скорости почти 8300 км/ч (6,7 Махов). Зажигание трёх двигателей (re-entry burn) длилось только 17 секунд, ступень входила в плотные слои атмосферы на значительно большей скорости, чем в предыдущих попытках приземления, испытывая сильную температурную нагрузку. При финальном торможении (landing burn) использовались 3 двигателя для максимально быстрого снижения скорости перед касанием платформы, в отличие от стандартной практики с использованием одного центрального двигателя. Спустя 8 мин 40 с после запуска, первая ступень осуществила неудачную, жёсткую посадку на платформу, повредив стальное покрытие палубы.

### 8 апреля 2016 (SpaceX CRS-8)

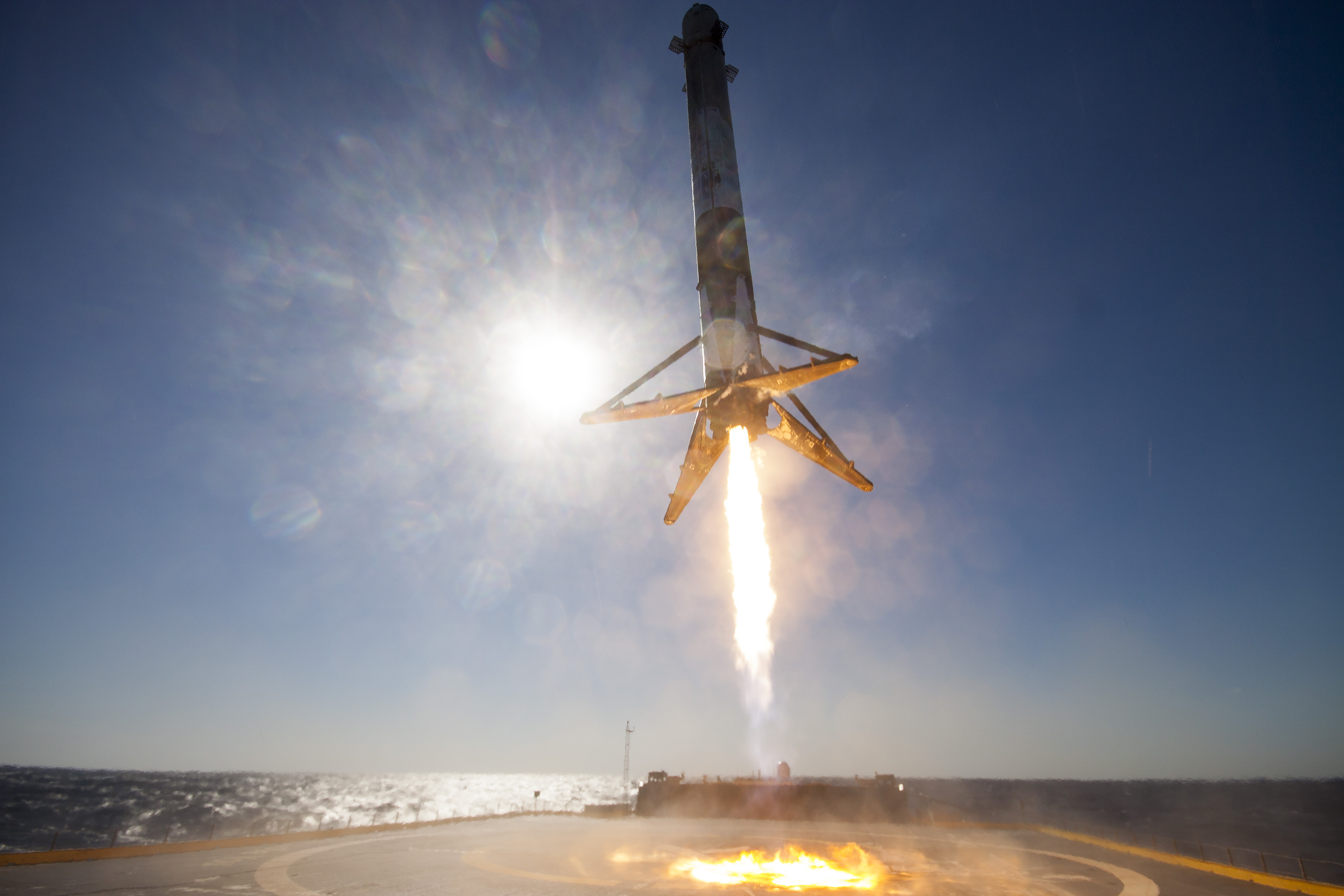
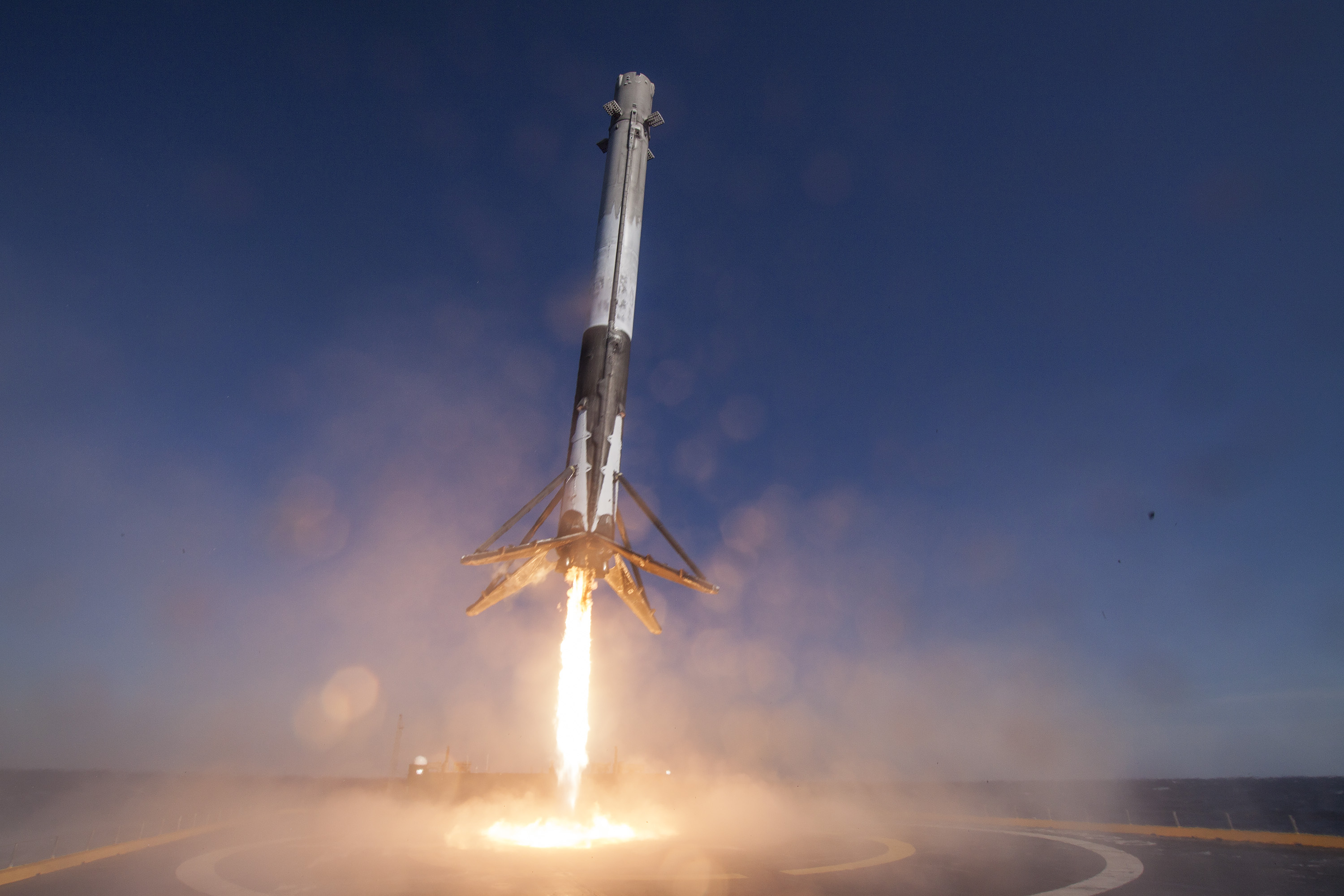
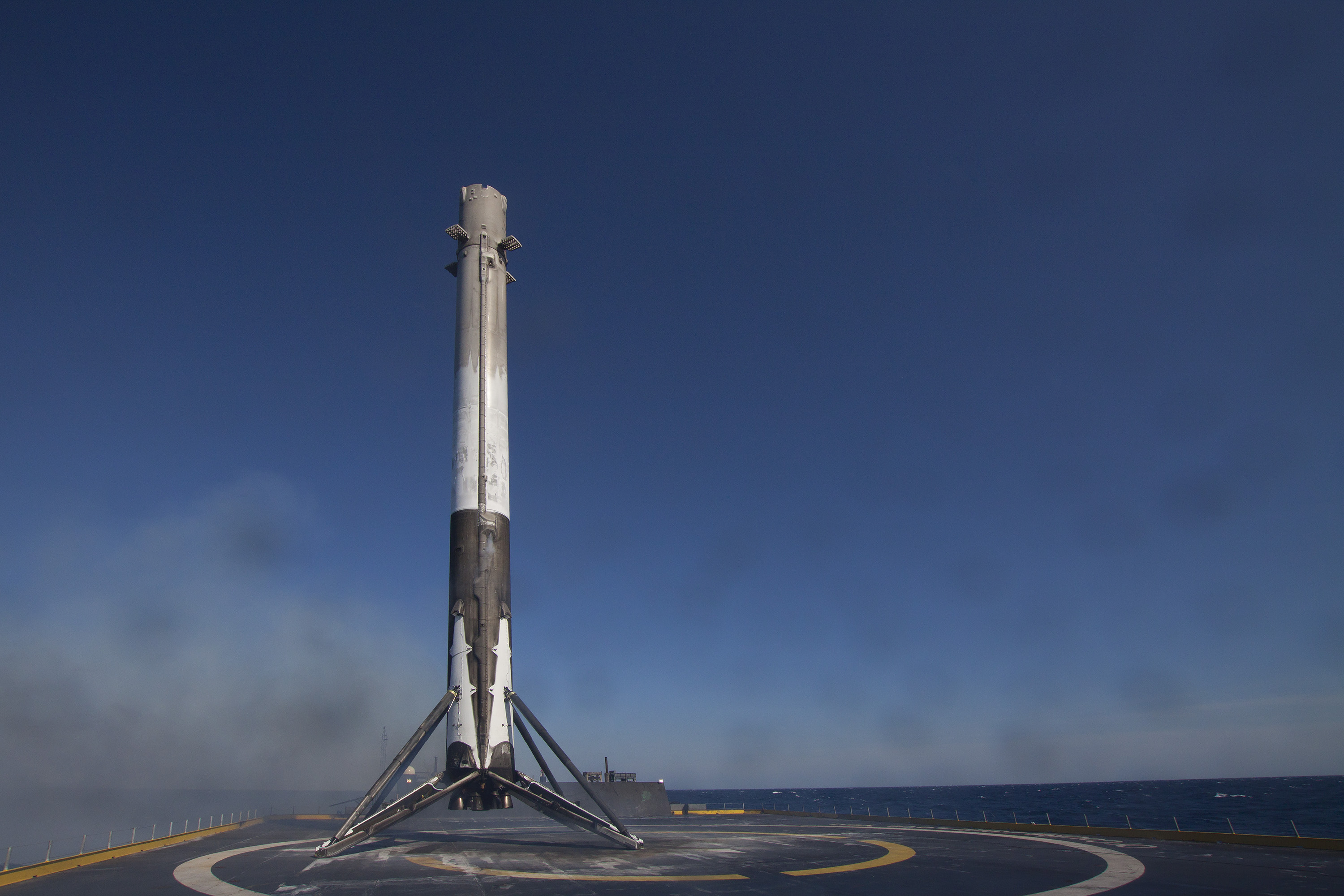

Двигатели первой ступени отключились через 2 мин 34 с после запуска ракеты-носителя на высоте 68 км при скорости около 6740 км/ч (5,45 Махов). Через 4 мин 20 с после старта началось 38-секундное включение трёх двигателей (boostback burn). В 6 минут 58 секунд произошло второе включение двигателей (re-entry burn), длившееся 24 с. В Т+8:05 включился центральный двигатель для финального торможения (landing burn). Первая ступень совершила первую успешную посадку всего в нескольких метрах от центра платформы «Of Course I Still Love You» спустя 8 мин 35 с после запуска.
Сразу после приземления топливные баки ступени были провентилированы, через некоторое время обслуживающий персонал с корабля поддержки прибыл на платформу и прикрепил посадочные опоры к палубе с помощью стальных башмаков, для того чтобы предотвратить падение ступени из-за качки на волнах. Прибытие платформы в порт на мысе Канаверал намечалось на 10 апреля, после чего ступень была бы доставлена в ангар стартового комплекса LC-39A. После обследования и многократного повторного зажигания, при удачных итогах тестирования эта ступень, возможно, будет использована для повторного запуска через несколько месяцев.
Платформа прибыла в порт утром 12 апреля. Спустя несколько часов подготовки, ступень была снята с платформы с помощью крана и помещена на специальный стенд, позволяющий отсоединить посадочные стойки.

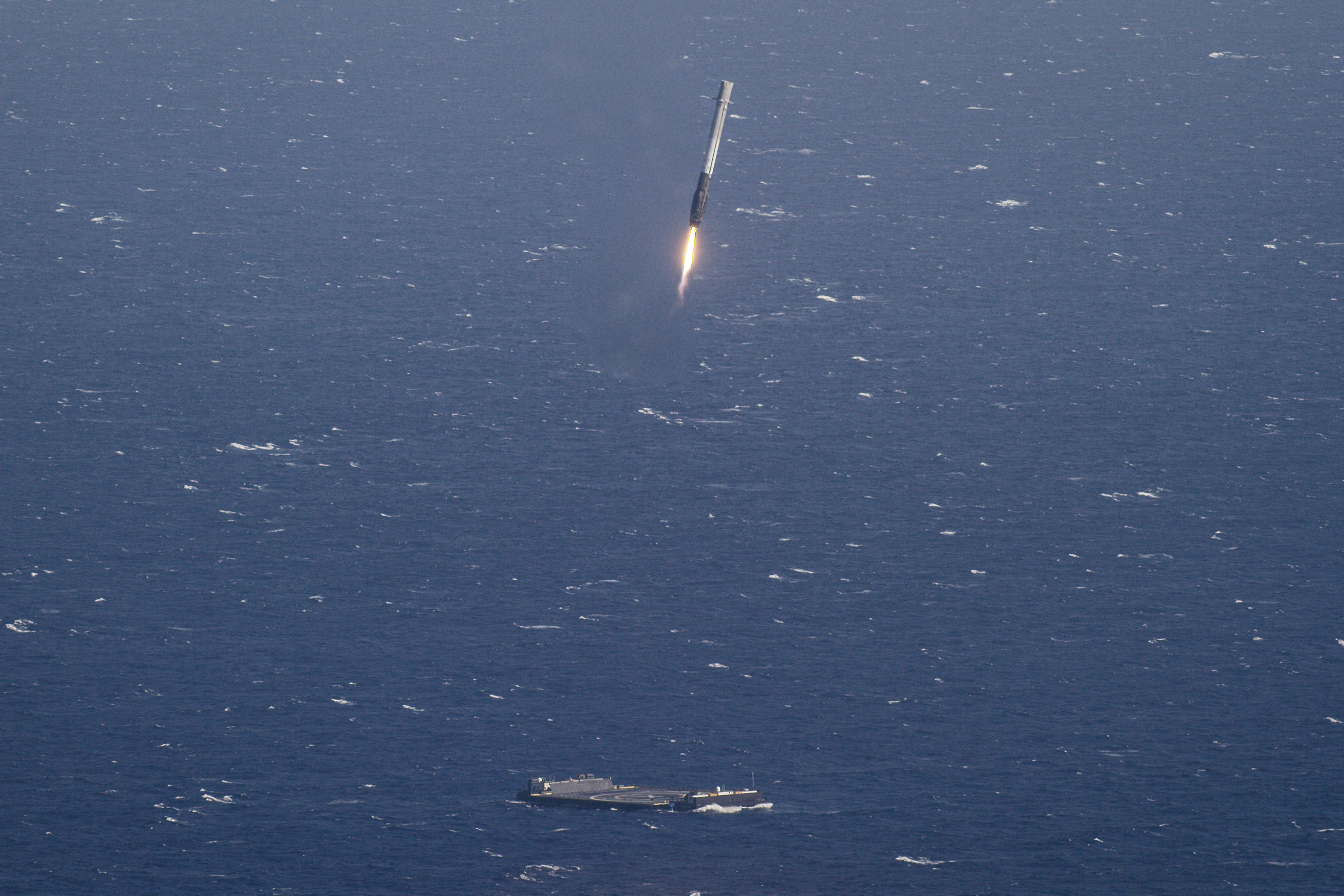
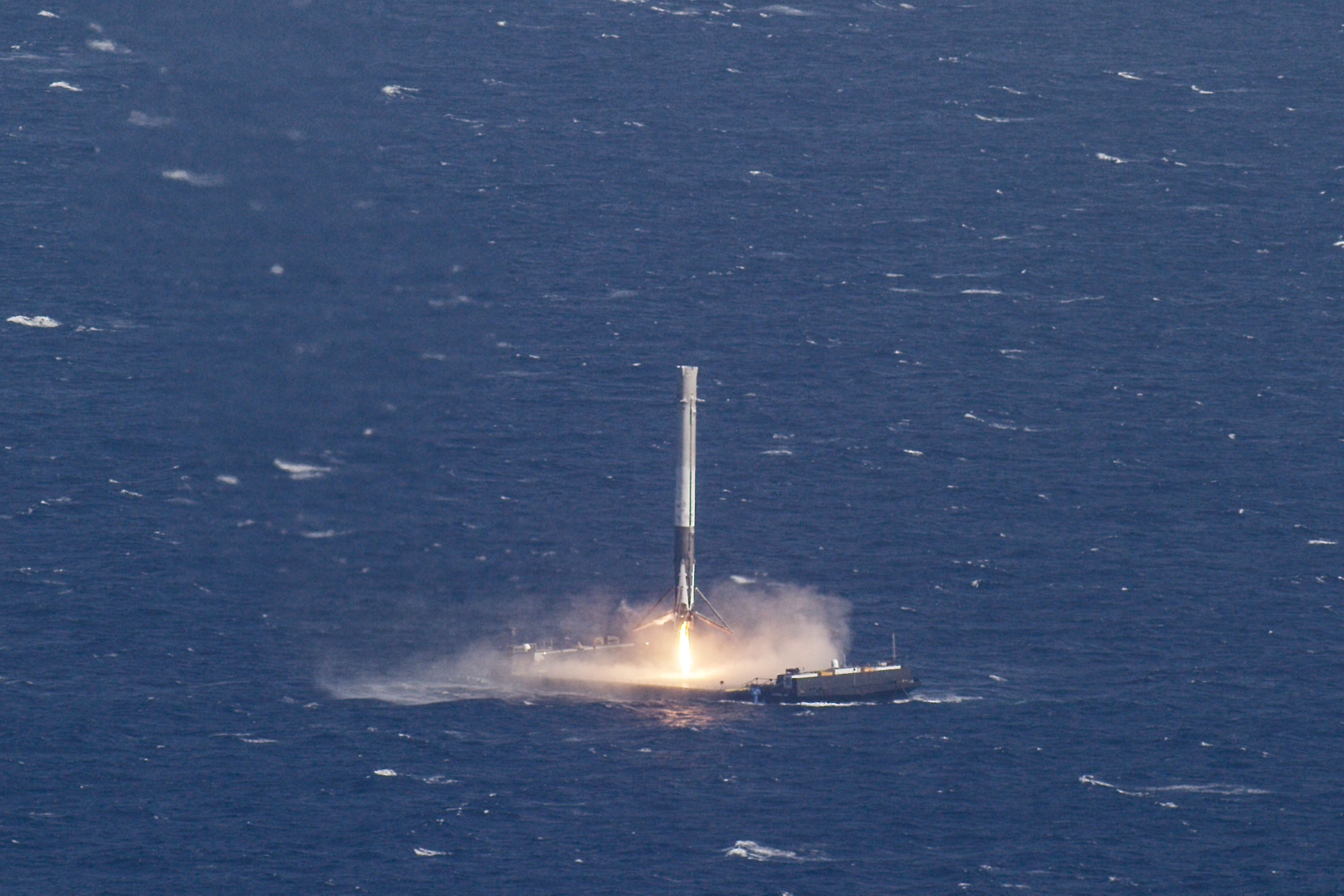
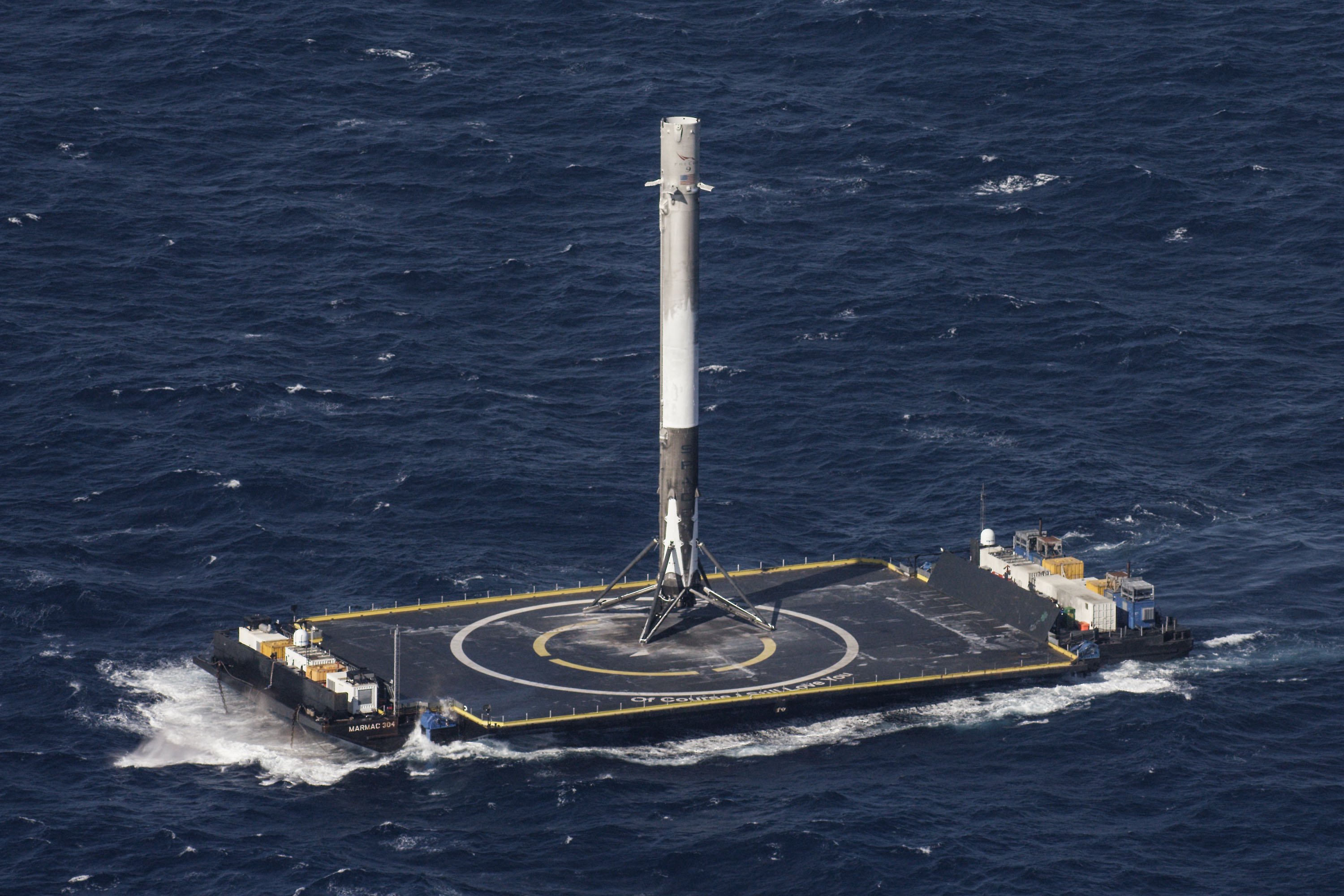

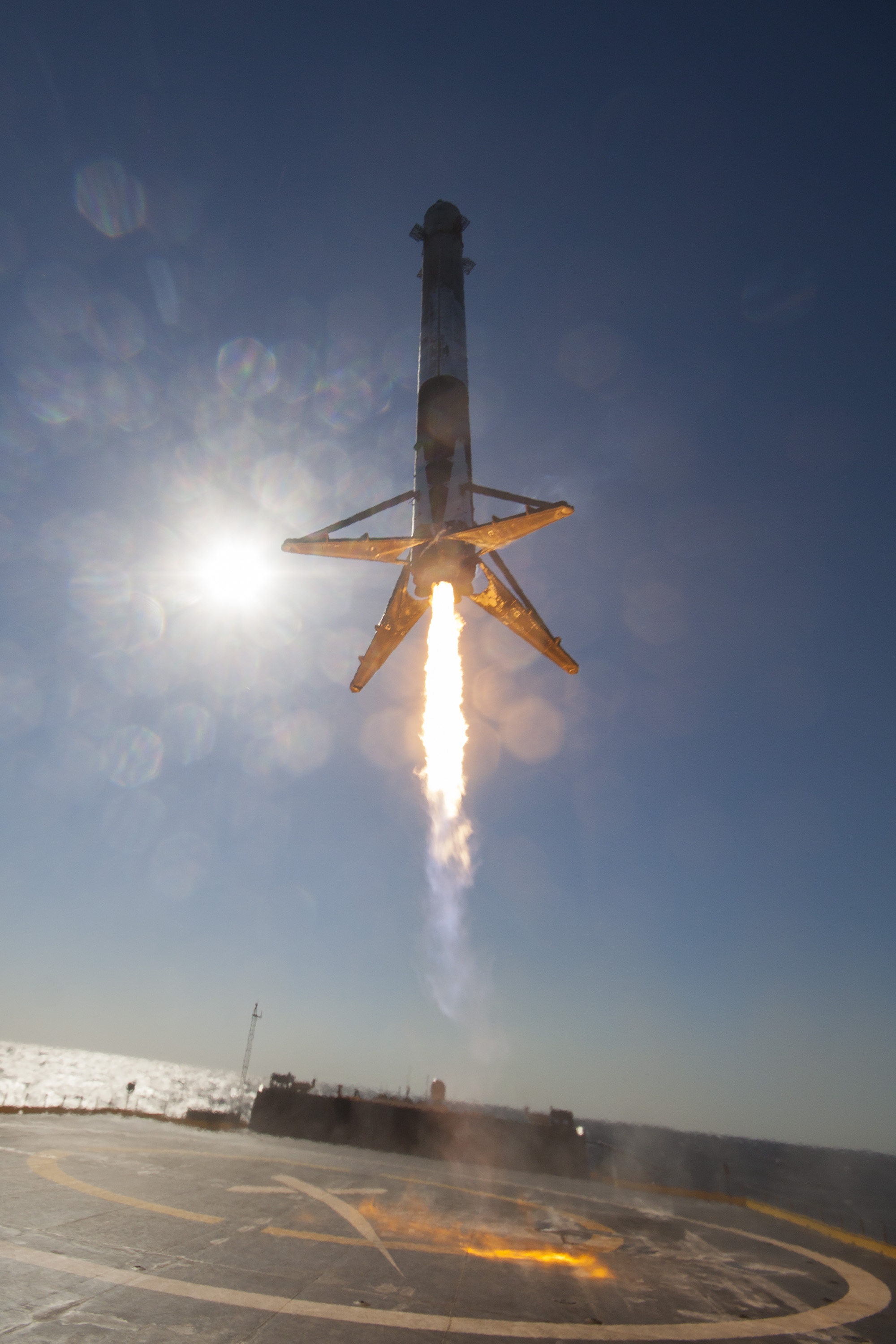
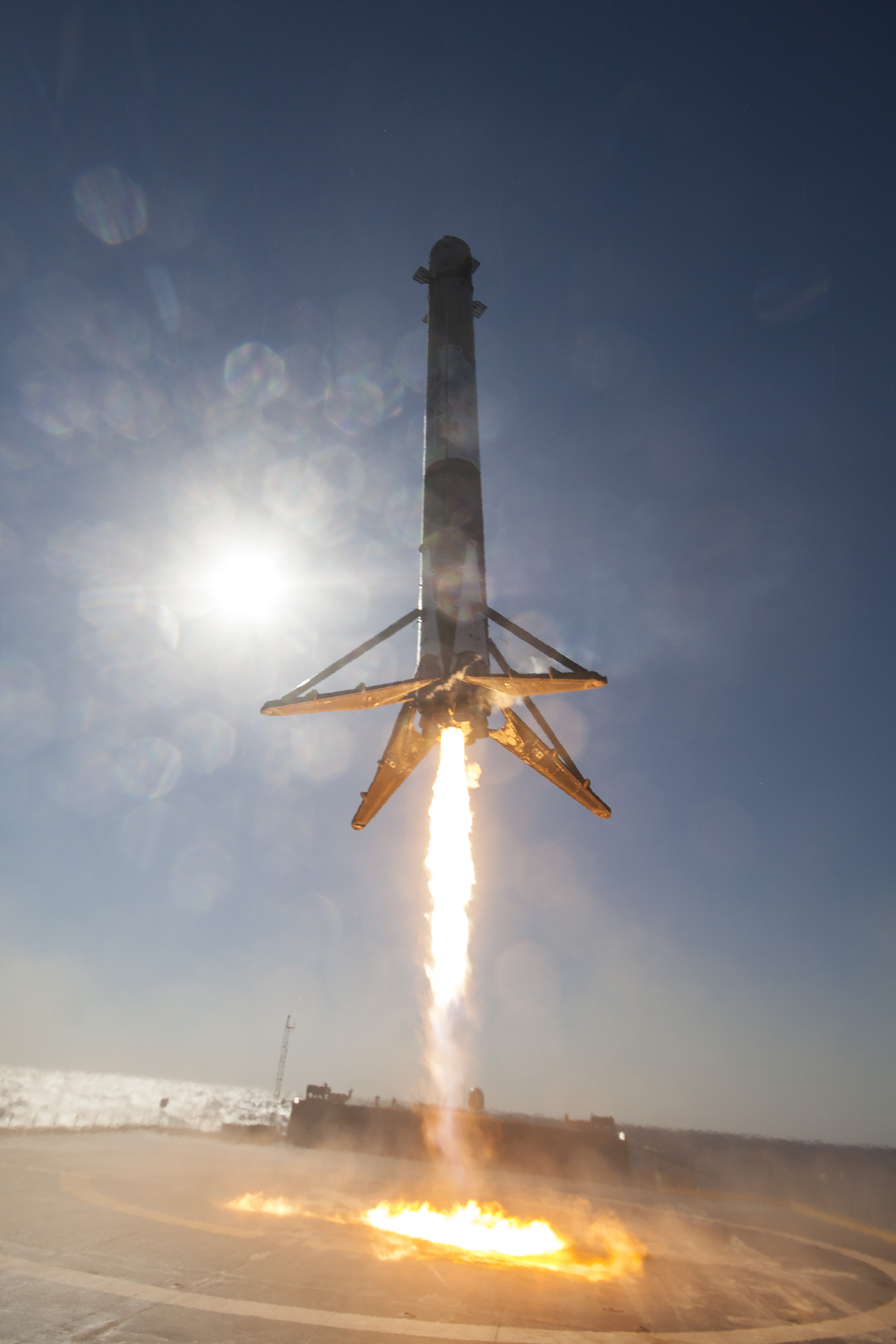
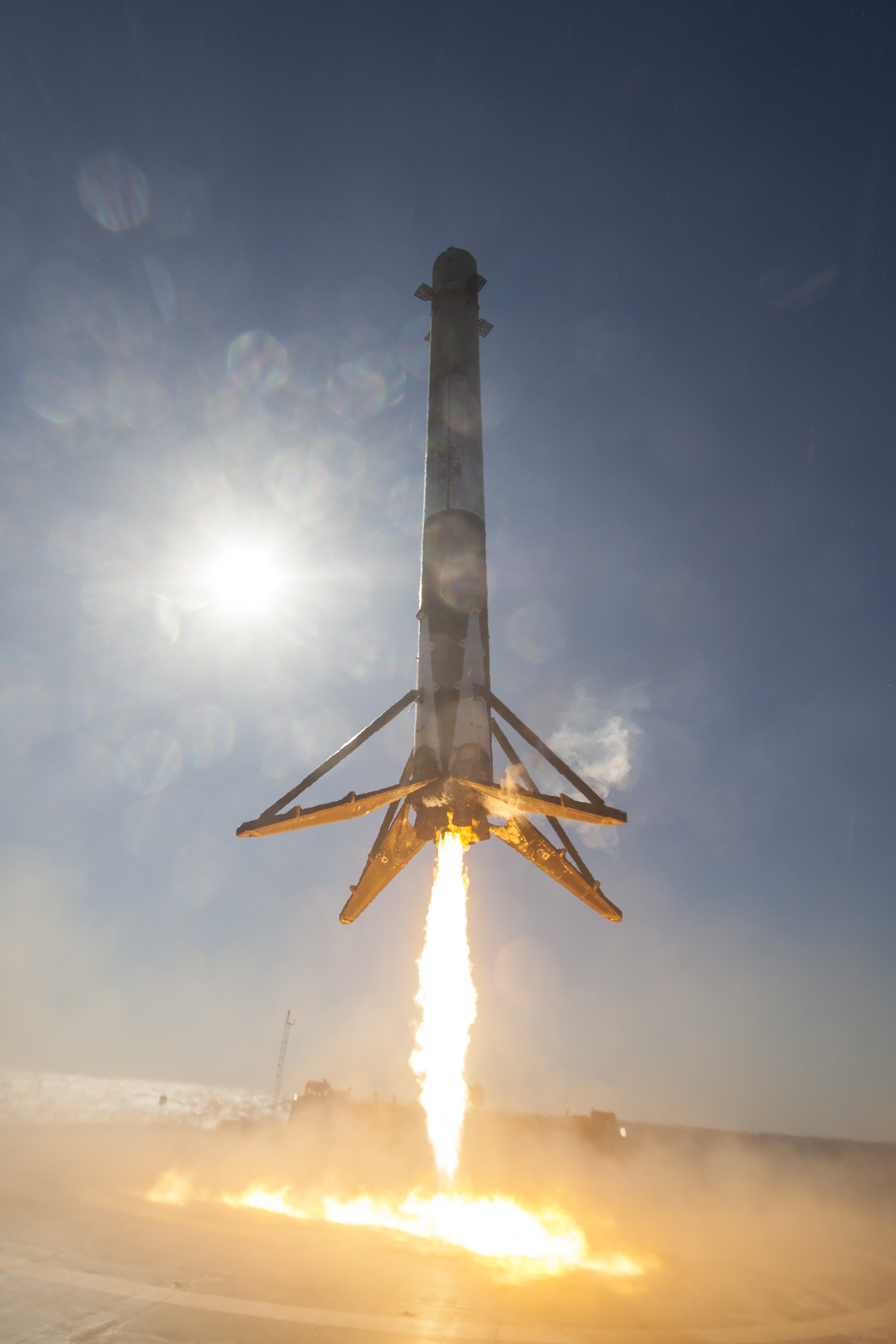
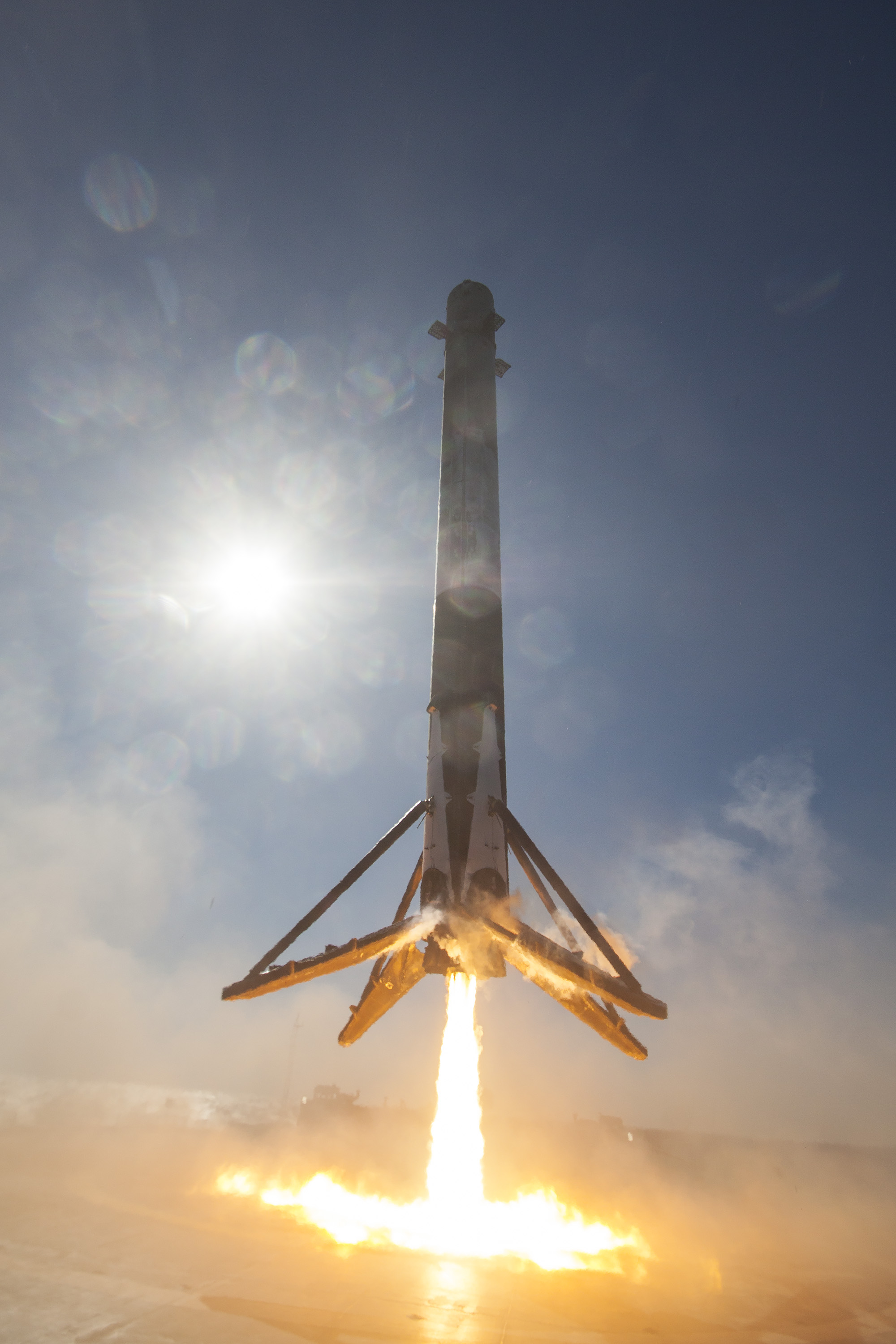
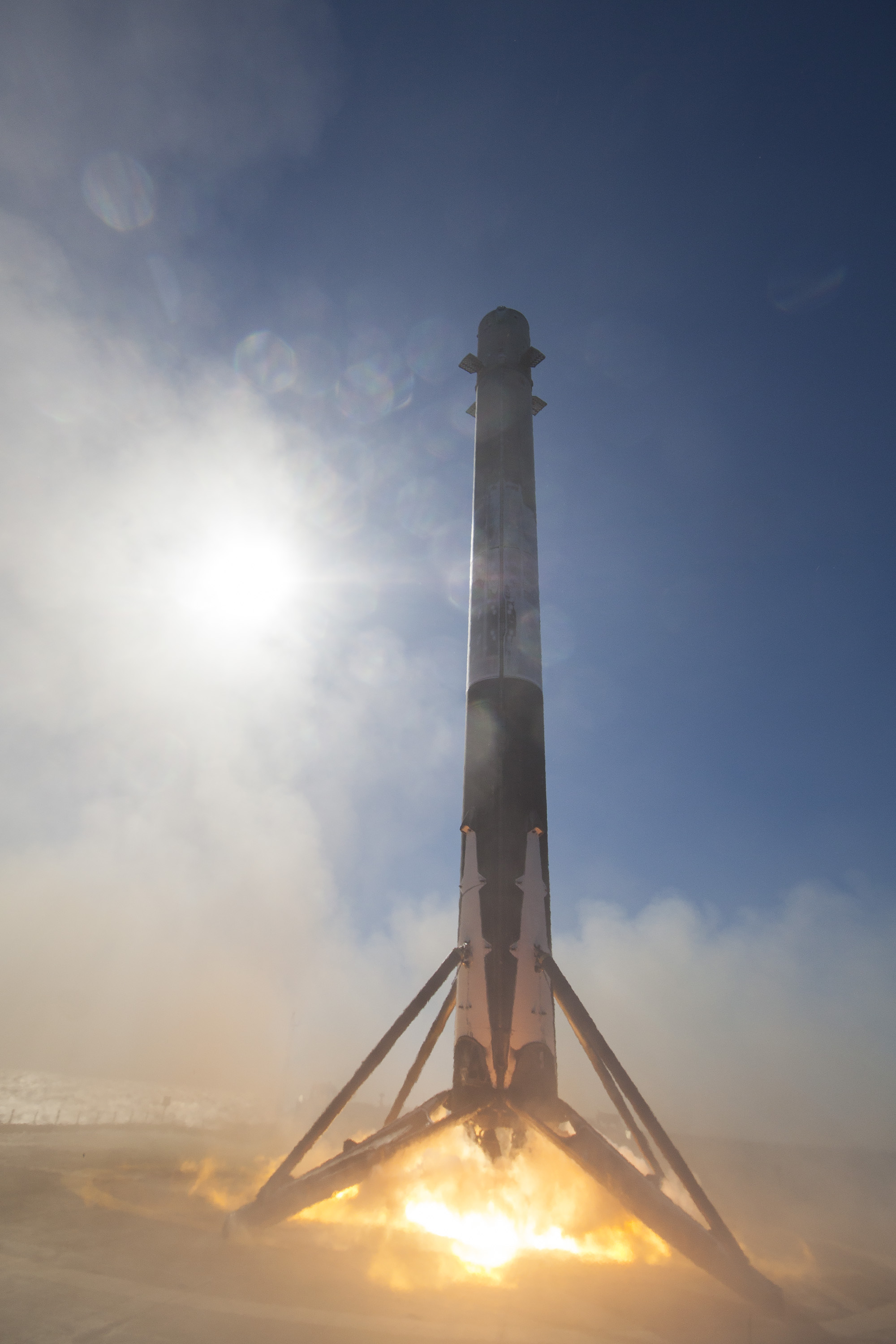
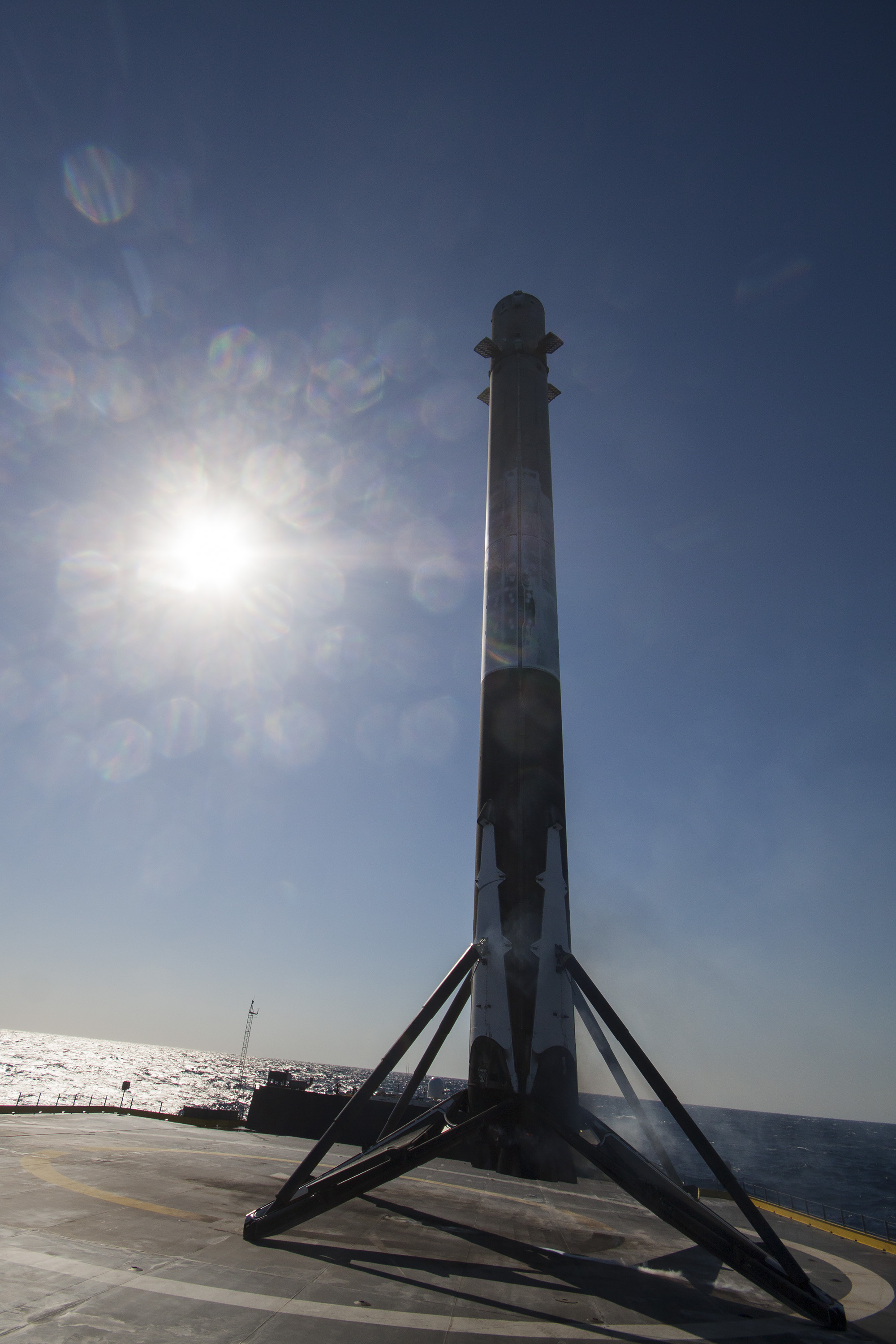

### 6 мая 2016 (JCSAT-14)

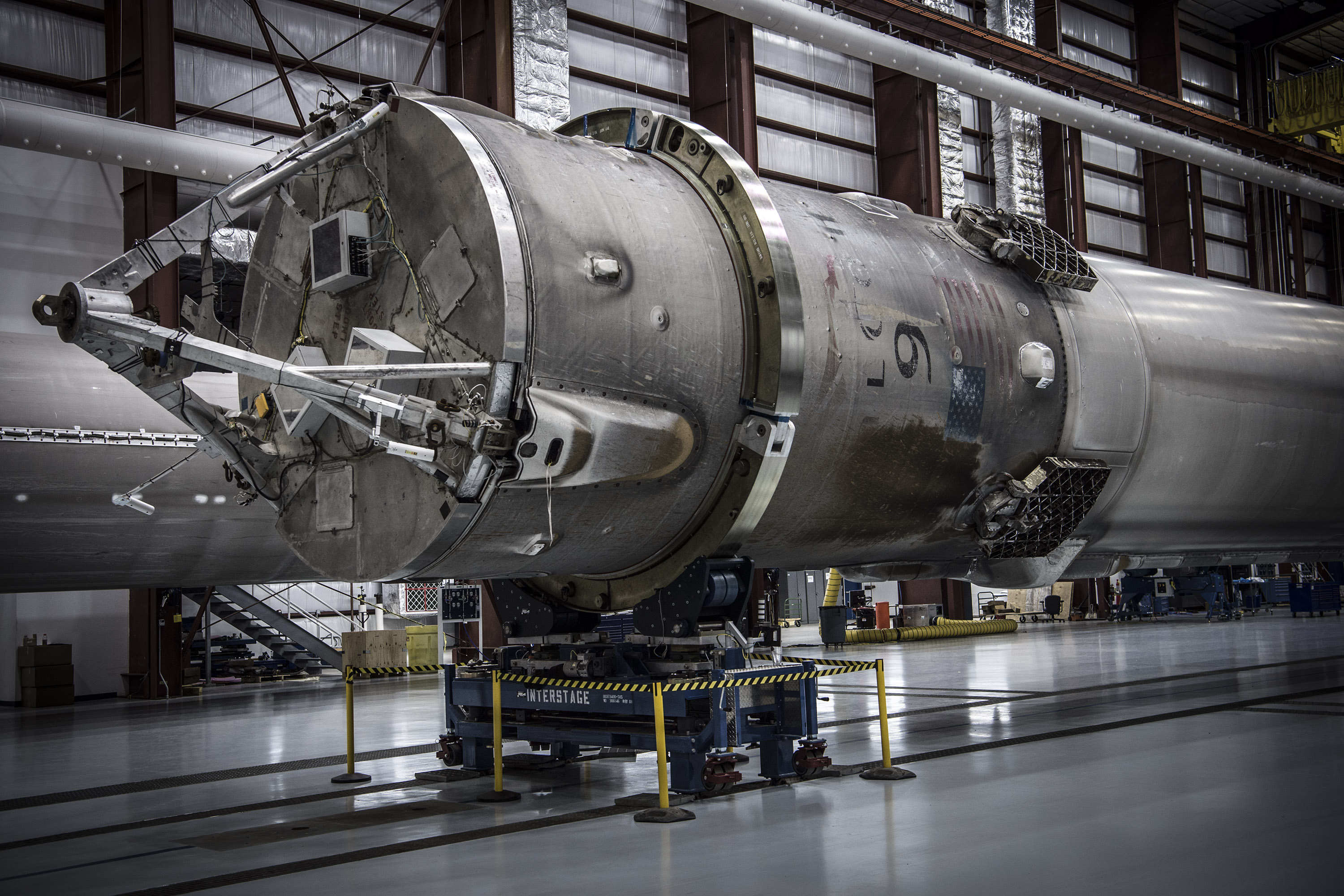
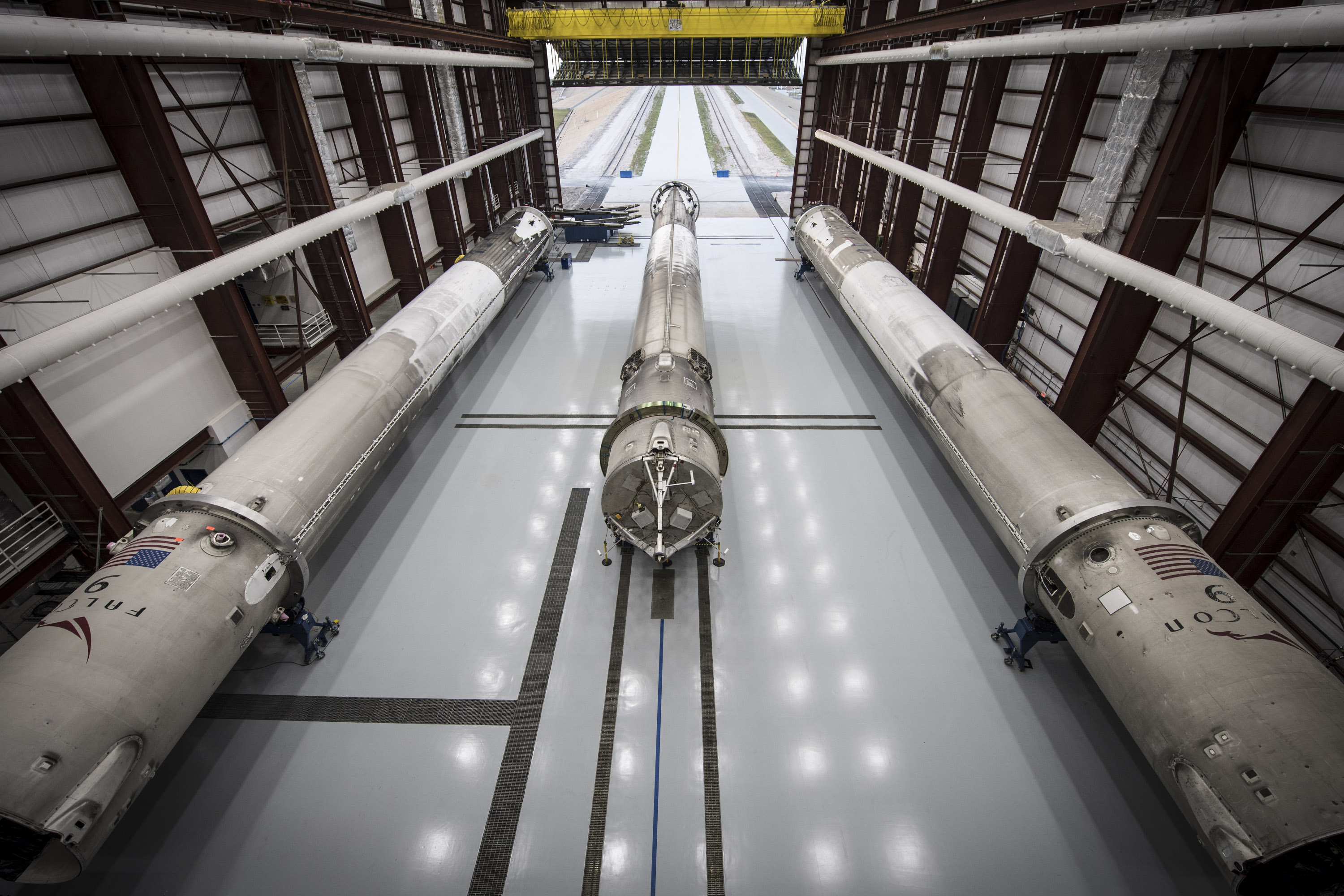
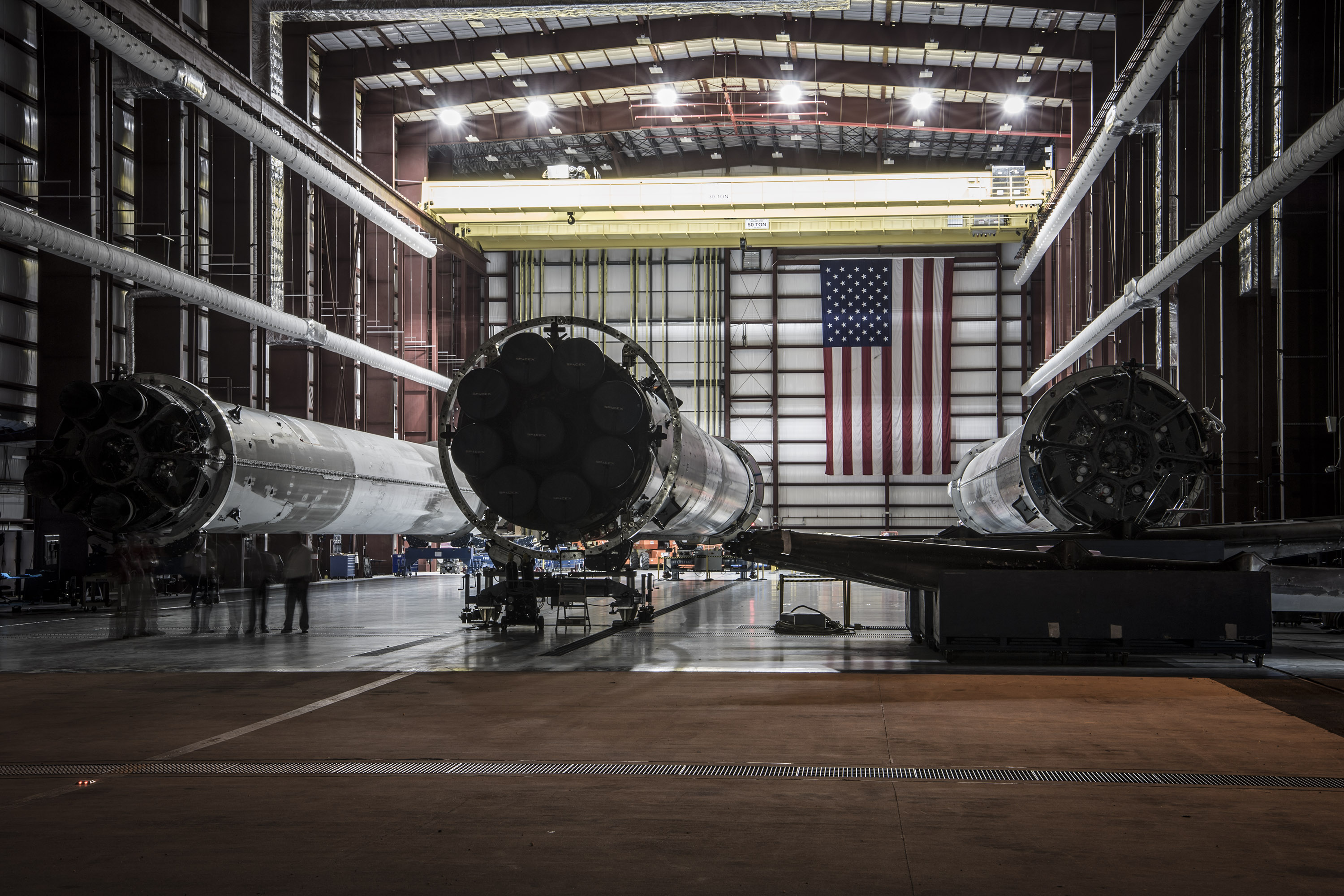

Впервые после запуска спутника на геопереходную орбиту выполнена успешная посадка первой ступени ракеты-носителя Falcon 9 на платформу «Of Course I Still Love You», расположенную в 660 км от места запуска.
Поскольку запуск производился на геопереходную орбиту, профиль возвращения ступени напоминал таковой во время миссии запуска спутника SES-9. Спустя 2 мин 38 с от старта, после расстыковки на высоте 67 км и при скорости 8350 км/ч (2300 м/с, 6,75 Махов), первая ступень двигалась по баллистической траектории без первого включения трёх двигателей для торможения (boostback burn), в связи с низким резервом оставшегося после запуска топлива. При входе в плотные слои атмосферы и включении трёх двигателей (re-entry burn) скорость ступени превышала вдвое (2 км/с против 1 км/с), а температурная нагрузка в 8 раз превышала скорость и температурную нагрузку предыдущего возвращения ступени после запуска миссии SpaceX CRS-8 на низкую околоземную орбиту. Финальное торможение (landing burn) перед посадкой на платформу производилось коротким включением трёх двигателей, в отличие от более продолжительного включения одного двигателя, для максимально быстрого снижения скорости с меньшими затратами топлива. Два внешних двигателя выключились раньше центрального и последние метры полёта ступень завершала используя один двигатель, который способен к дросселированию до 40 % от максимальной тяги. Через 8 мин 40 с после запуска первая ступень успешно приземлилась точно в центр платформы.

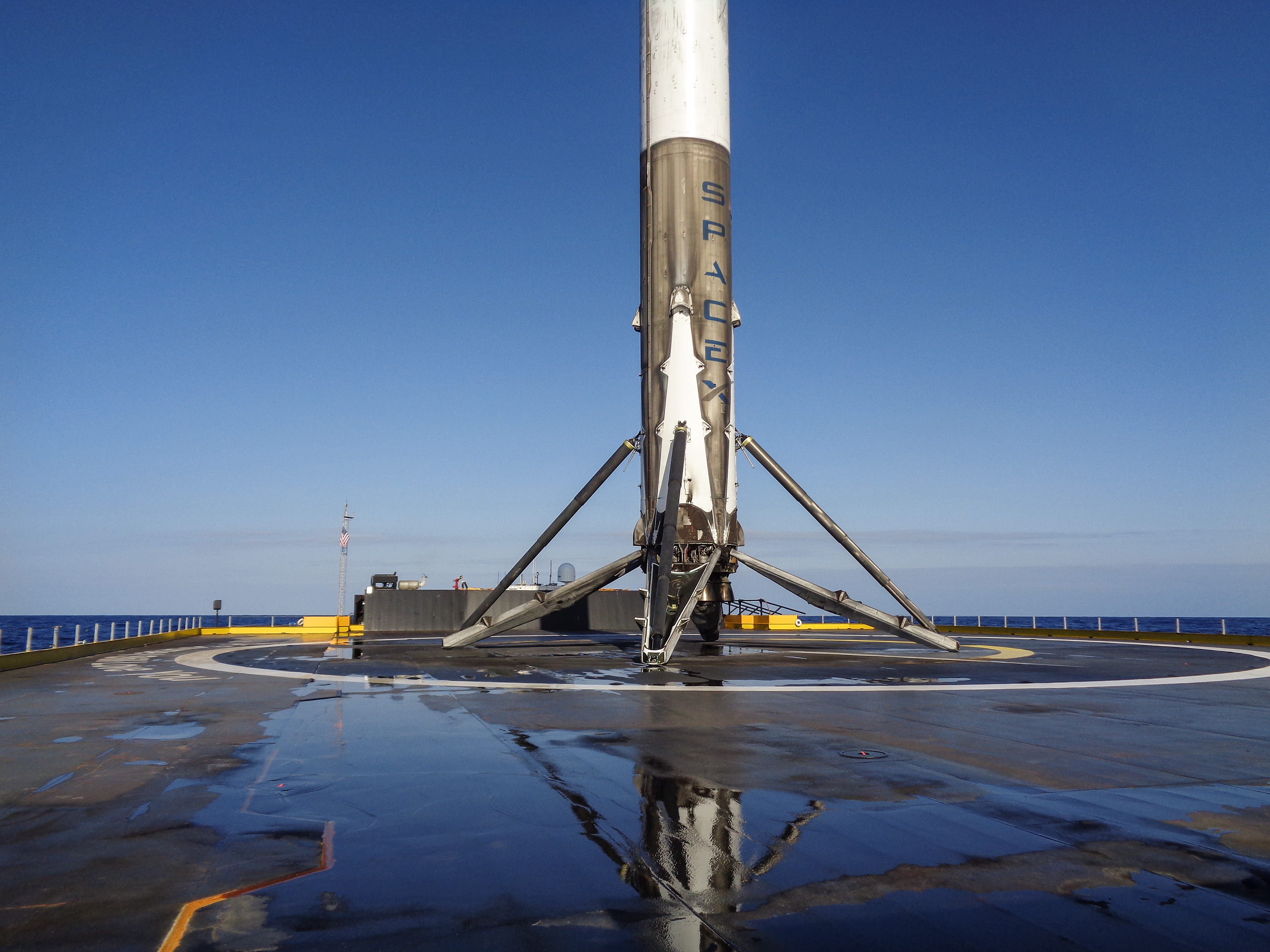
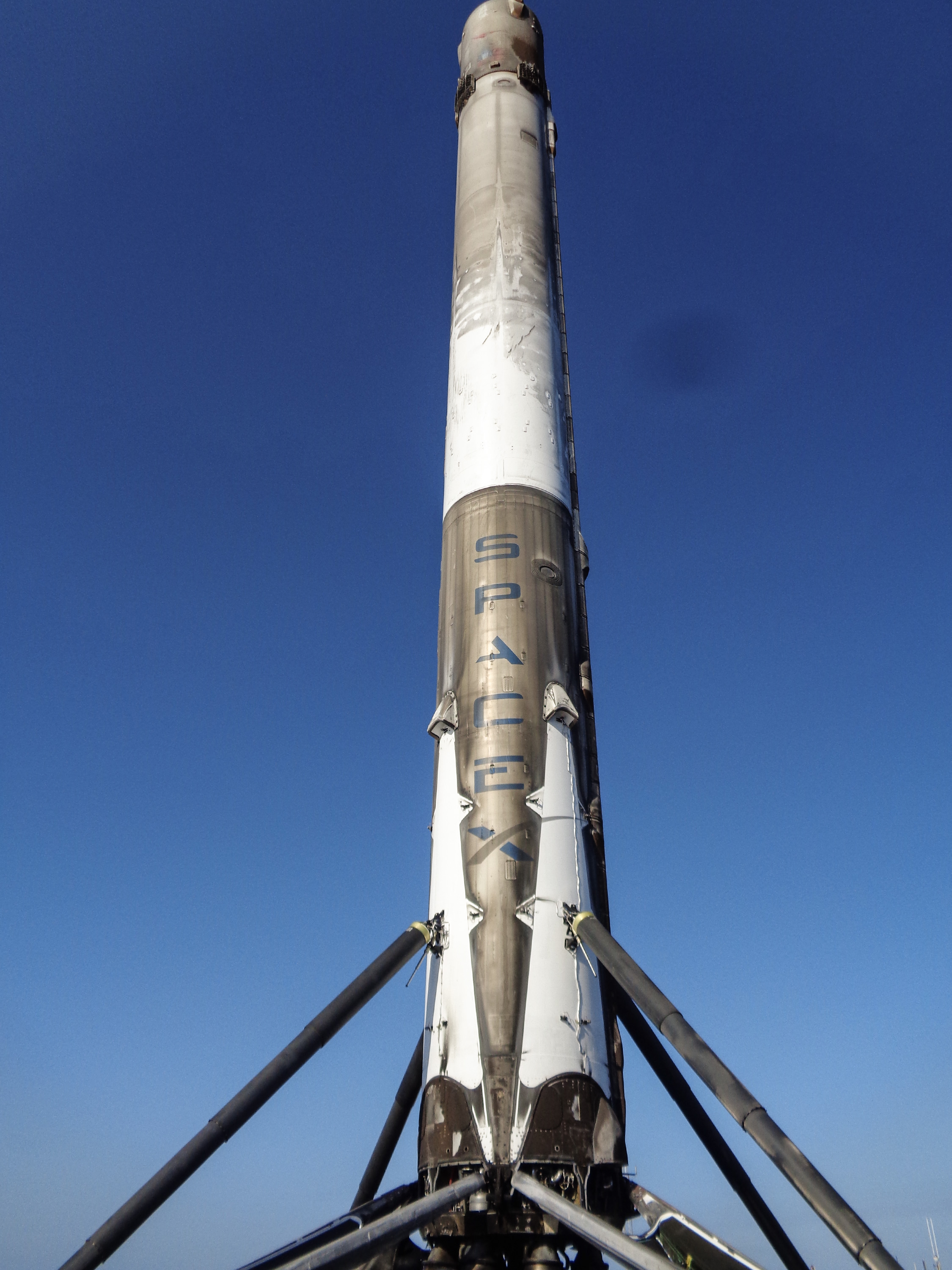
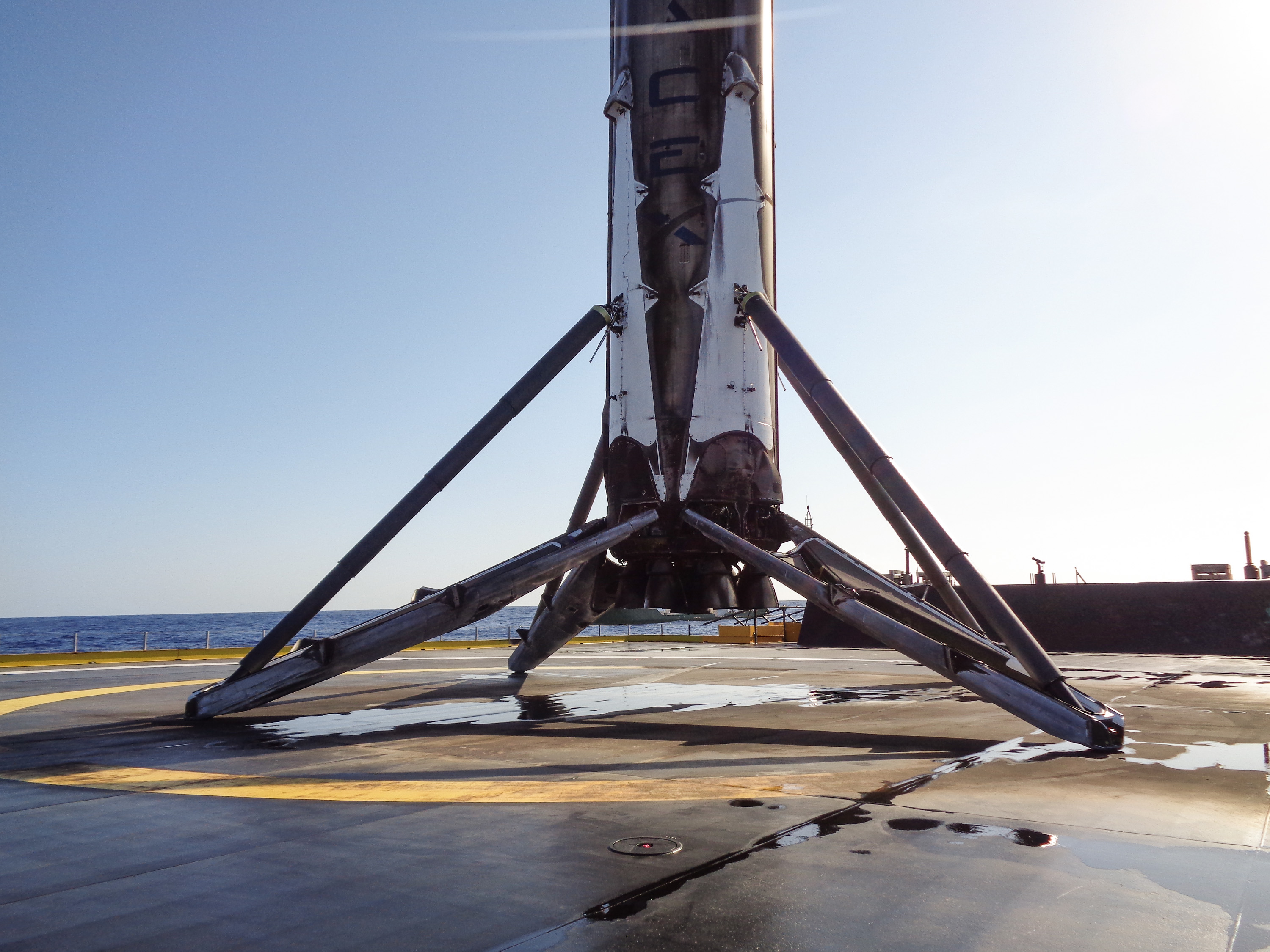
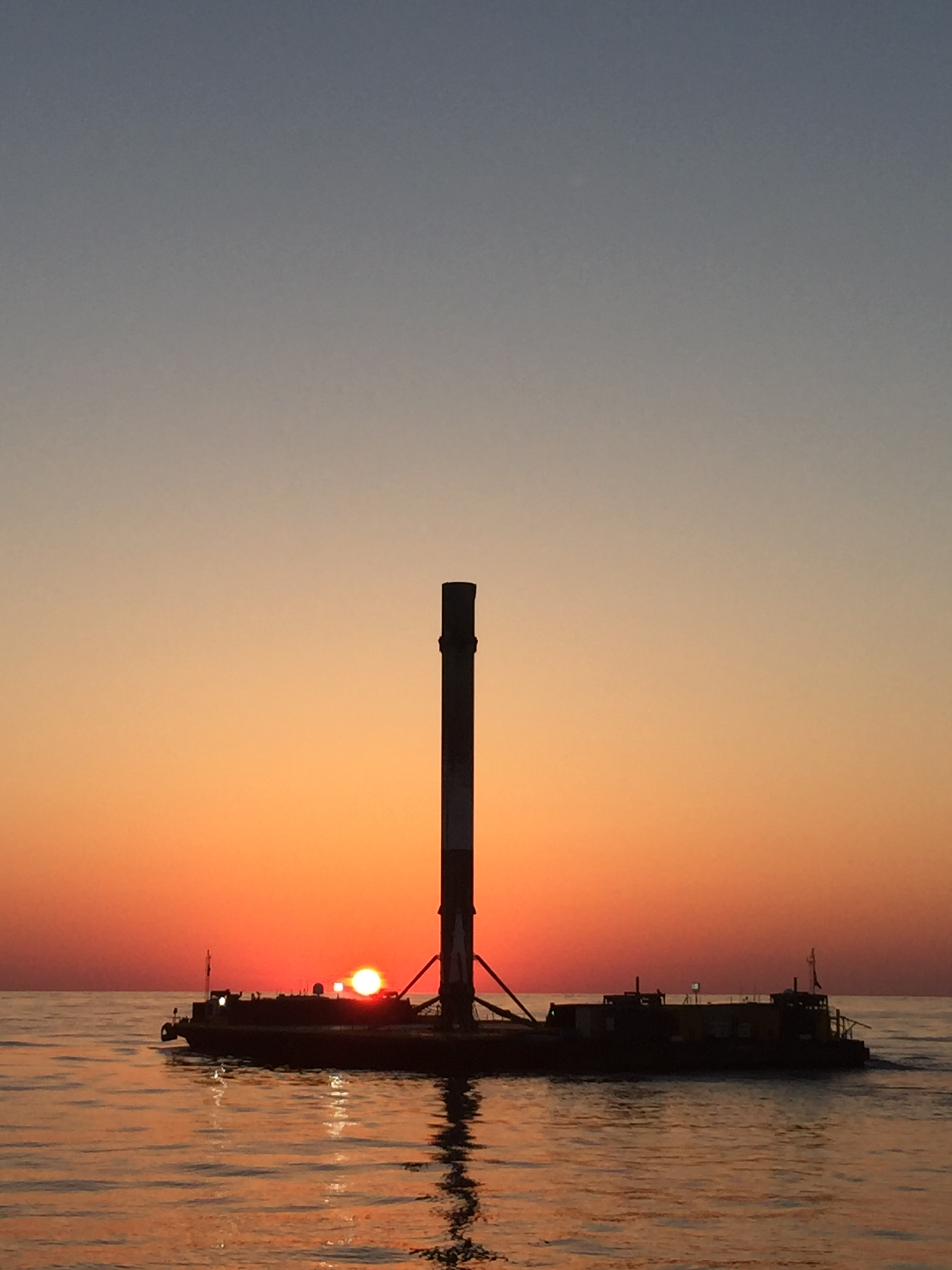

### 27 мая 2016 (Thaicom 8)
Третья подряд успешная посадка первой ступени на платформу «Of Course I Still Love You», расположенную в 680 км от места запуска. Скорость ступени при касании платформы была близкой к максимально допустимой, были задействованы зоны деформации в посадочных стойках, погасившие энергию удара, однако устойчивость ступени нарушилась и существовал определённый риск её опрокидывания.
2 июня платформа с заметно наклонённой ступенью (наклон ~5°) прибыла в порт Канаверал.

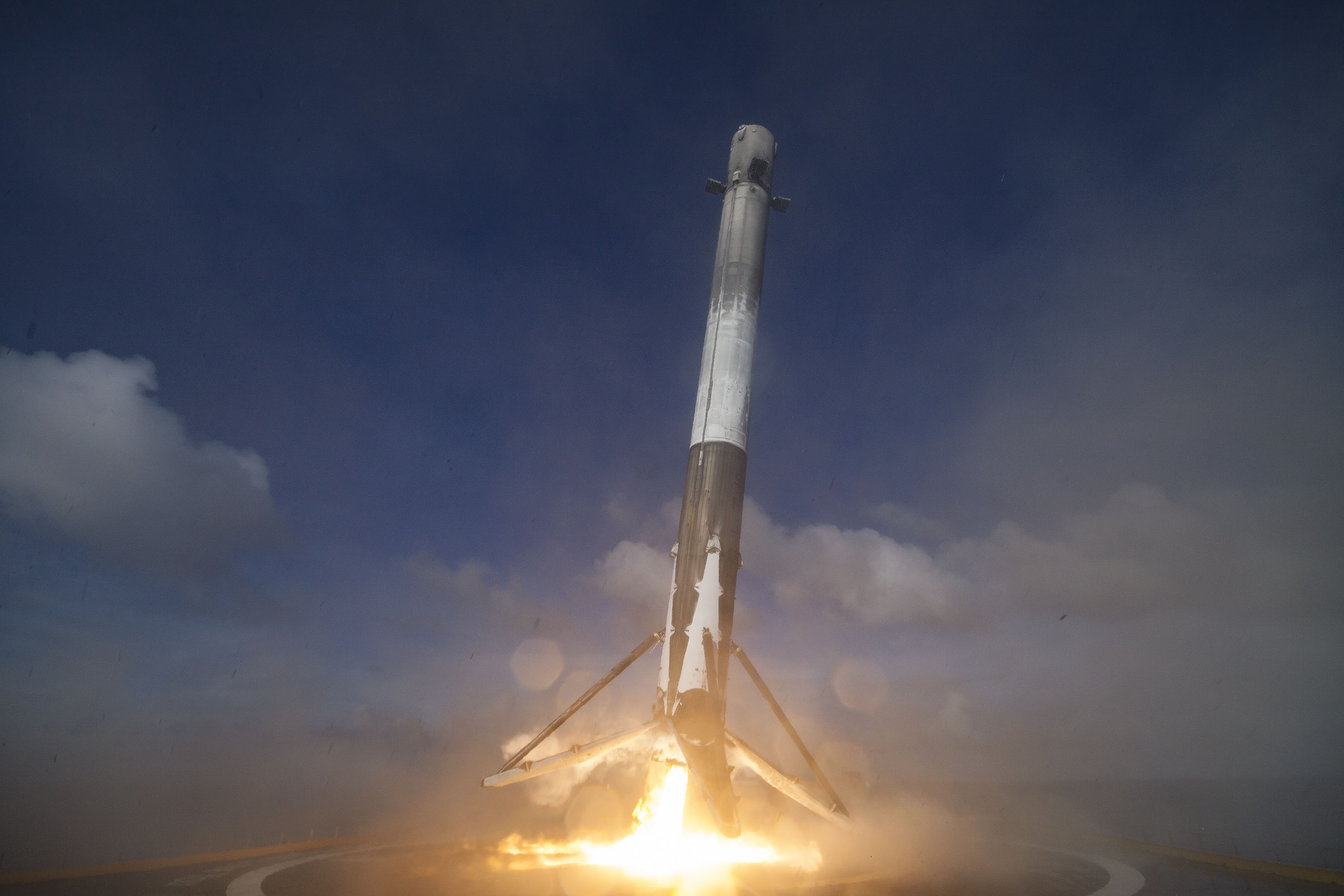
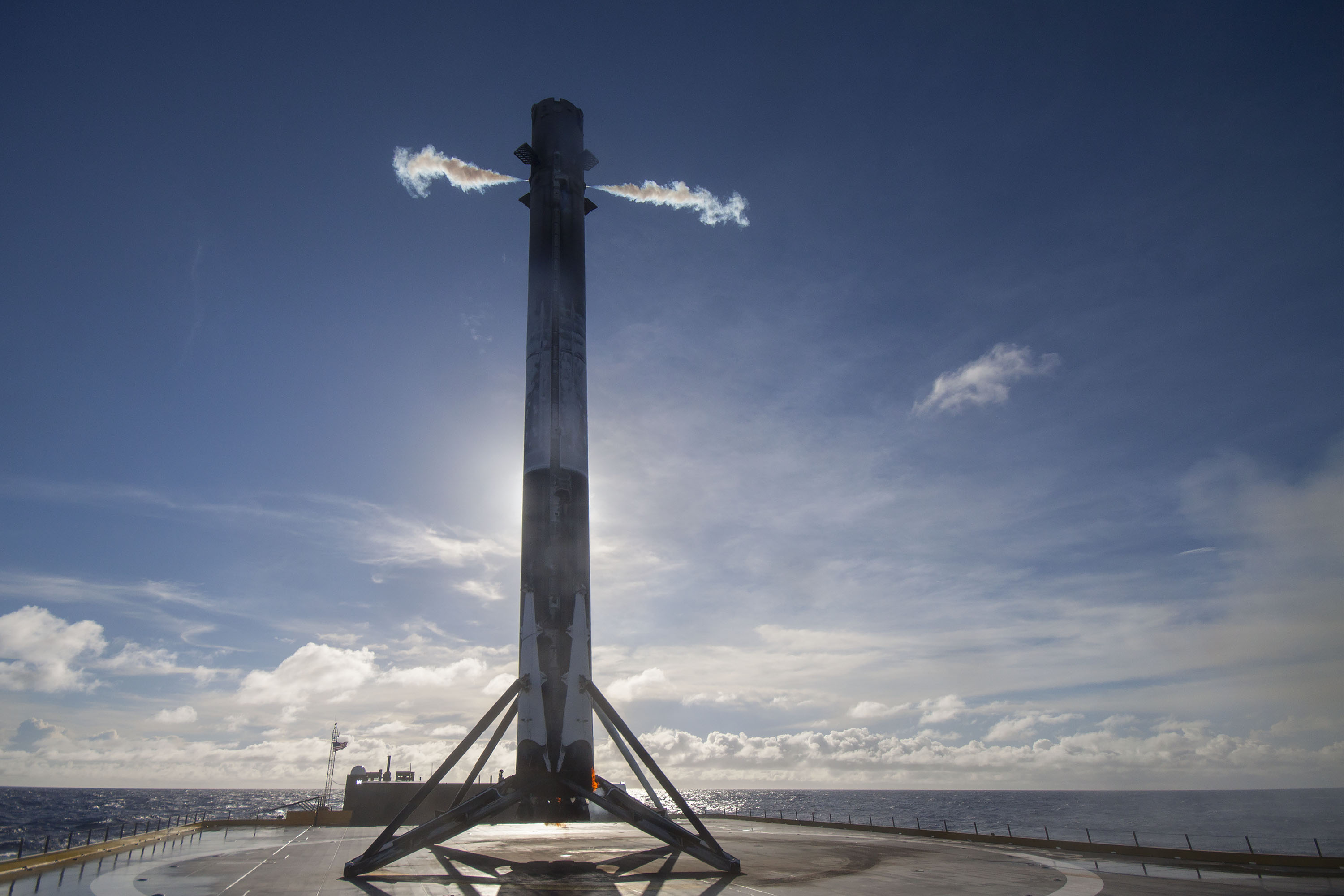
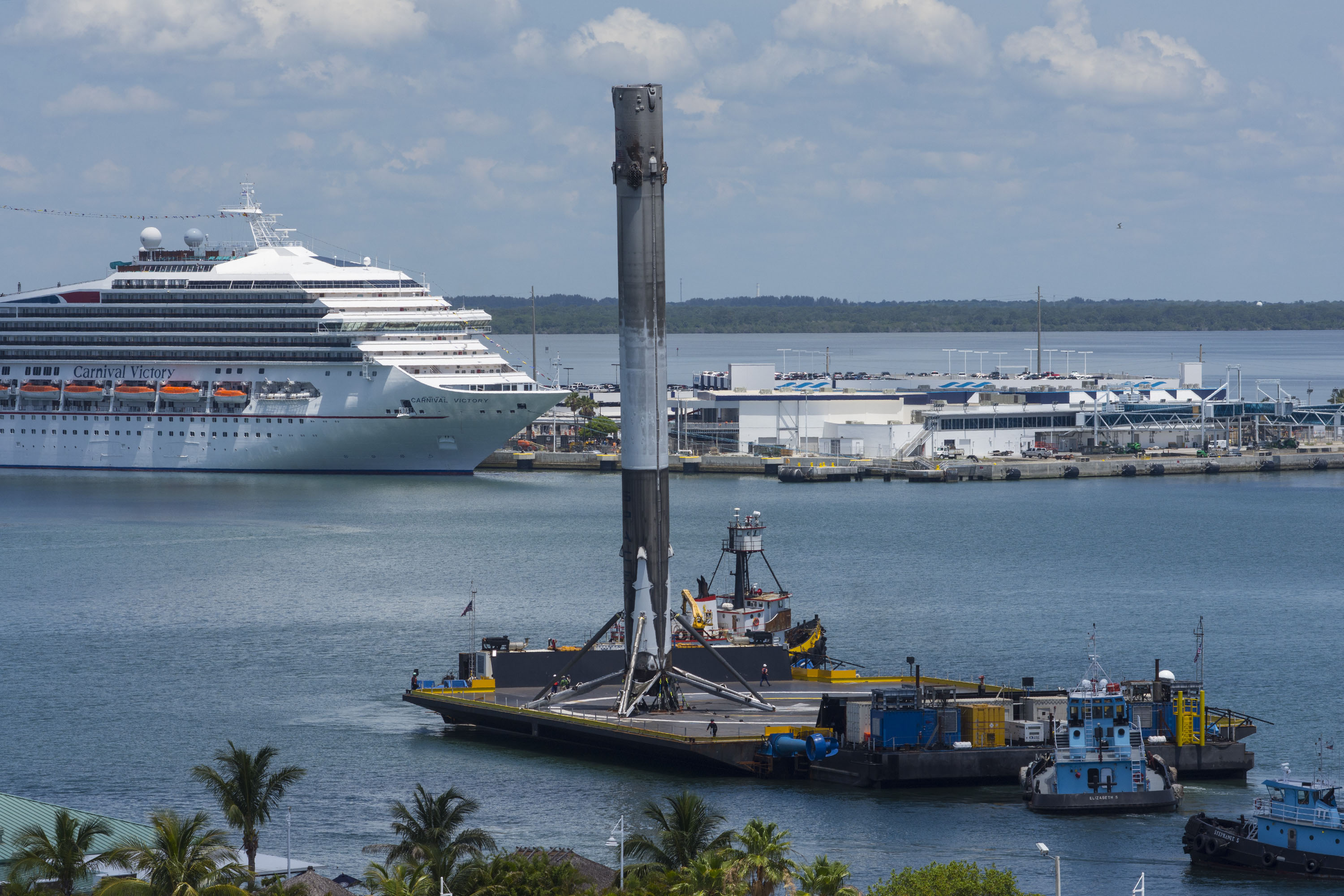

### 15 июня 2016 (Eutelsat/ABS)
Неудачная посадка после запуска двух телекоммуникационных спутников на геопереходную орбиту. Согласно первоначальному заявлению, тяга одного из трёх двигателей, используемых при посадке, была ниже ожидаемой, что не позволило в достаточной мере снизить скорость ступени перед касанием платформы. В компании намерены провести усовершенствование ступени, которое даст возможность скомпенсировать подобную нехватку тяги двигателя при посадке. В дальнейшем было сообщено, что перед самым касанием платформы ступень исчерпала запас жидкого кислорода, что повлекло раннее выключение центрального двигателя и жёсткое приземление с последующим разрушением ступени.

### 14 августа 2016 (JCSAT-16)
Первая ступень ракеты-носителя выполнила успешную посадку на платформу «Of Course I Still Love You». В отличие от предыдущих посадок, выполненных после запуска спутников на геопереходную орбиту, при выполнении финального посадочного импульса был использован только один двигатель вместо трёх, для снижения перегрузки, оказываемой на ступень.

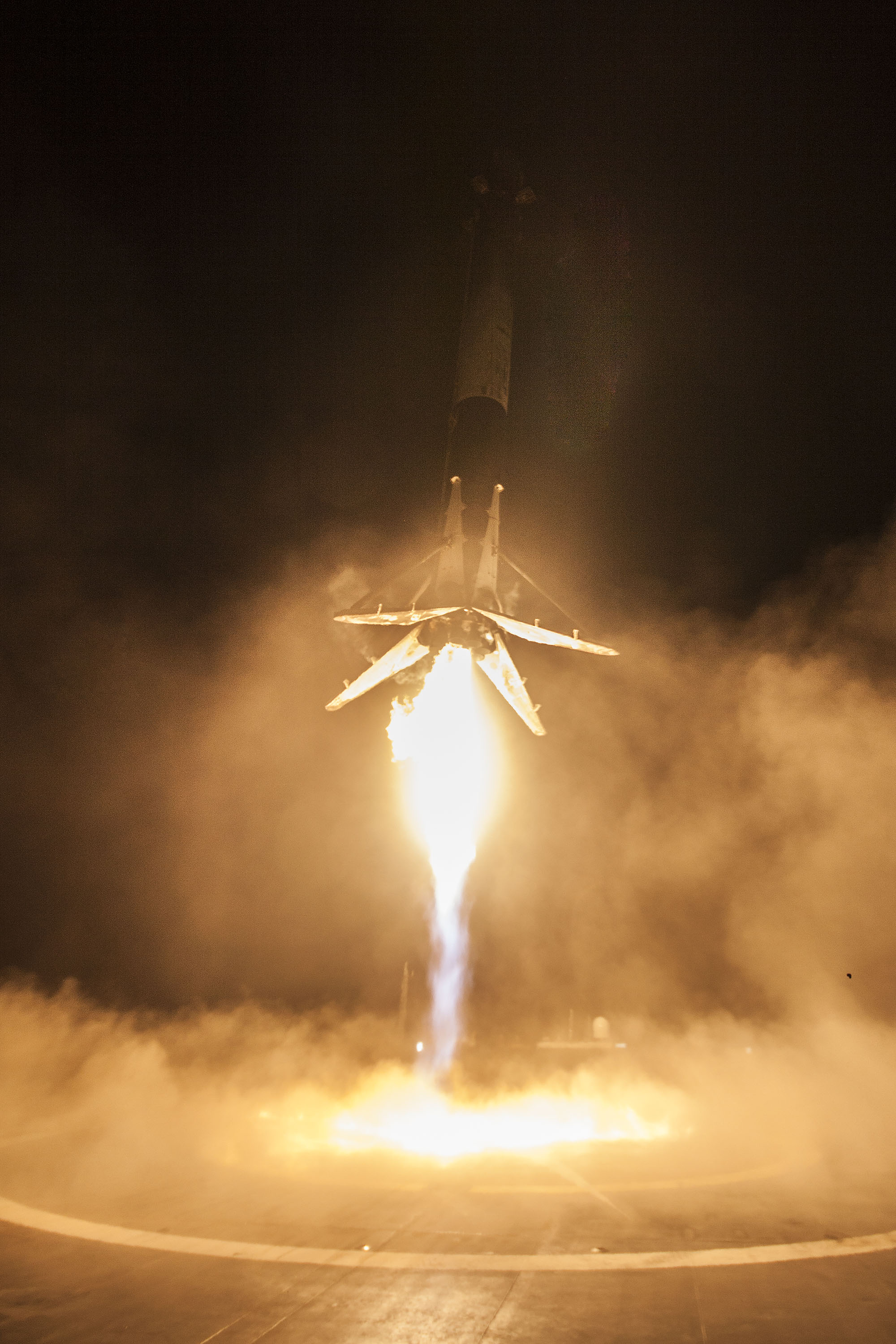
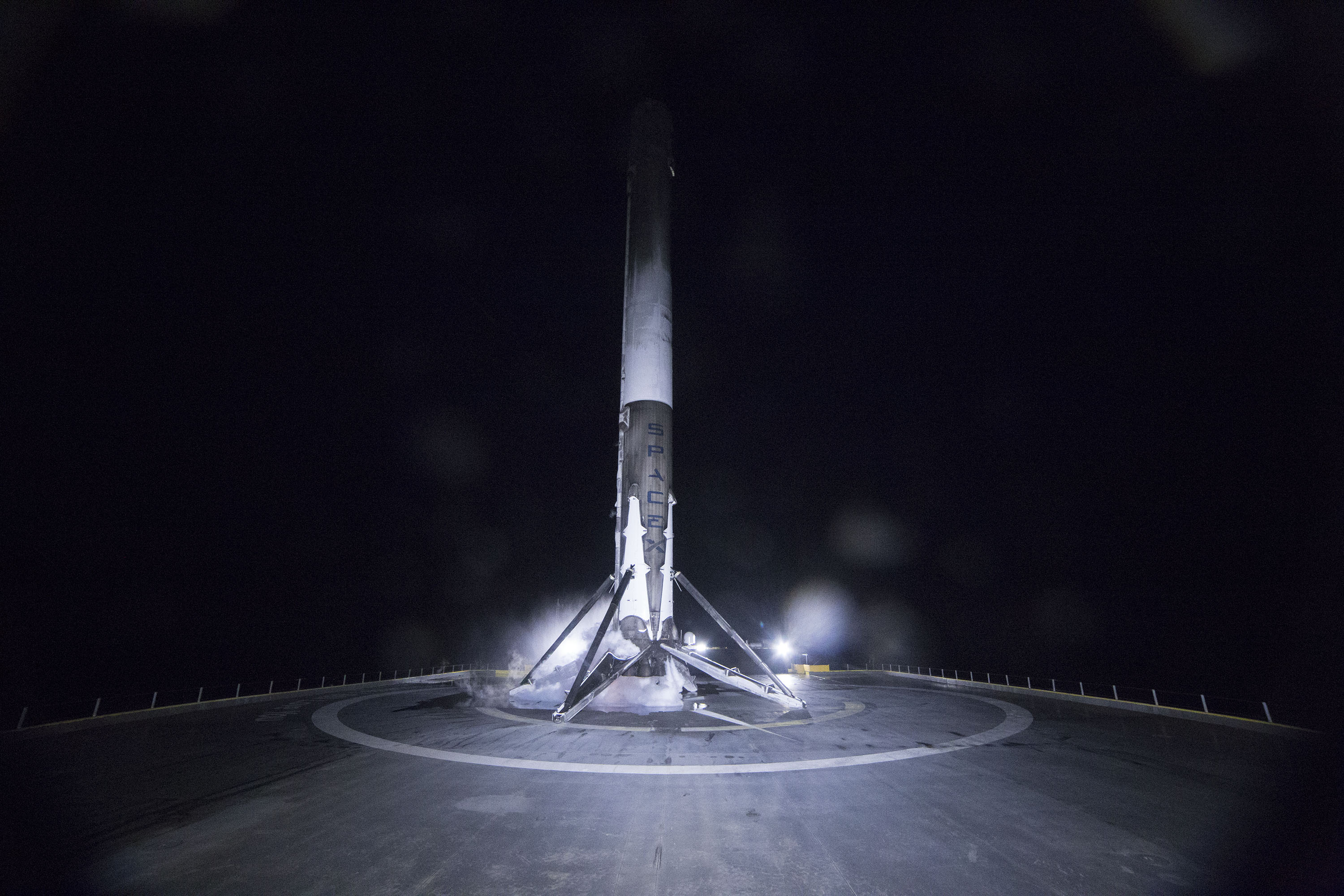
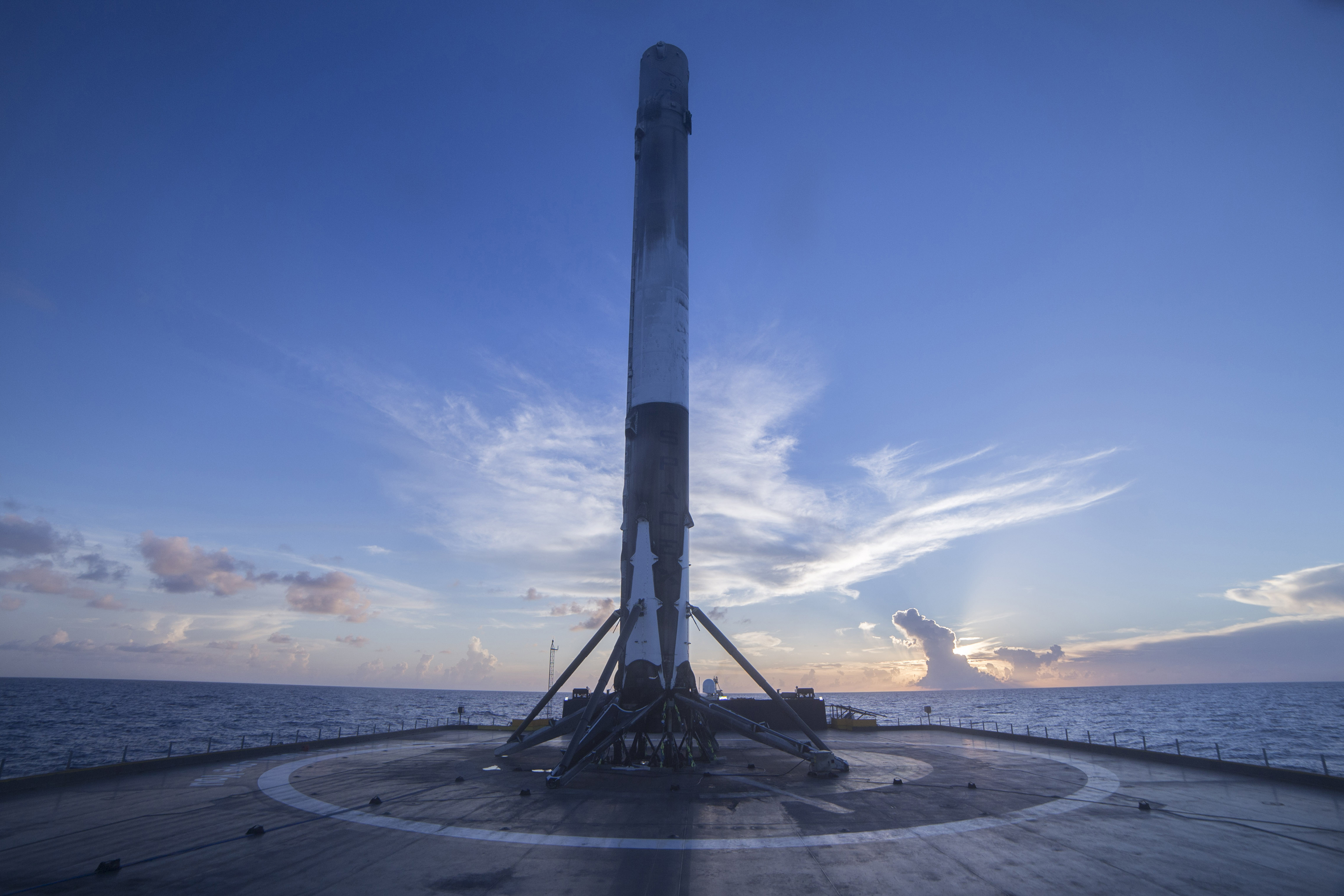

### 14 января 2017 (Iridium-1)
Успешная посадка первой ступени, впервые после запуска с базы Ванденберг и впервые на платформу «Just Read the Instructions», расположенную в 371 км от места запуска. Весь обратный полёт первой ступени, от расстыковки до посадки на платформу, был показан с бортовой камеры в прямом эфире трансляции запуска.

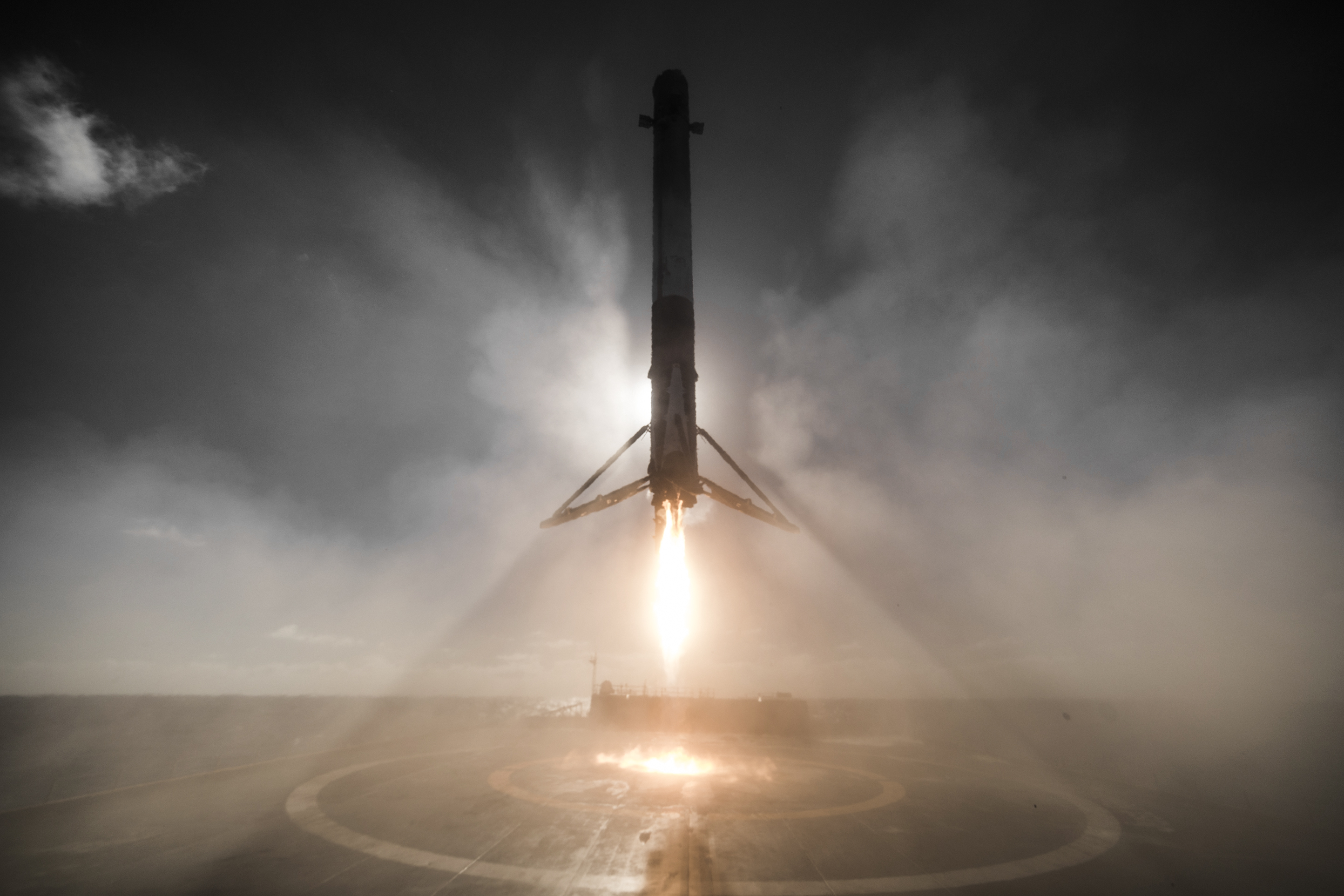
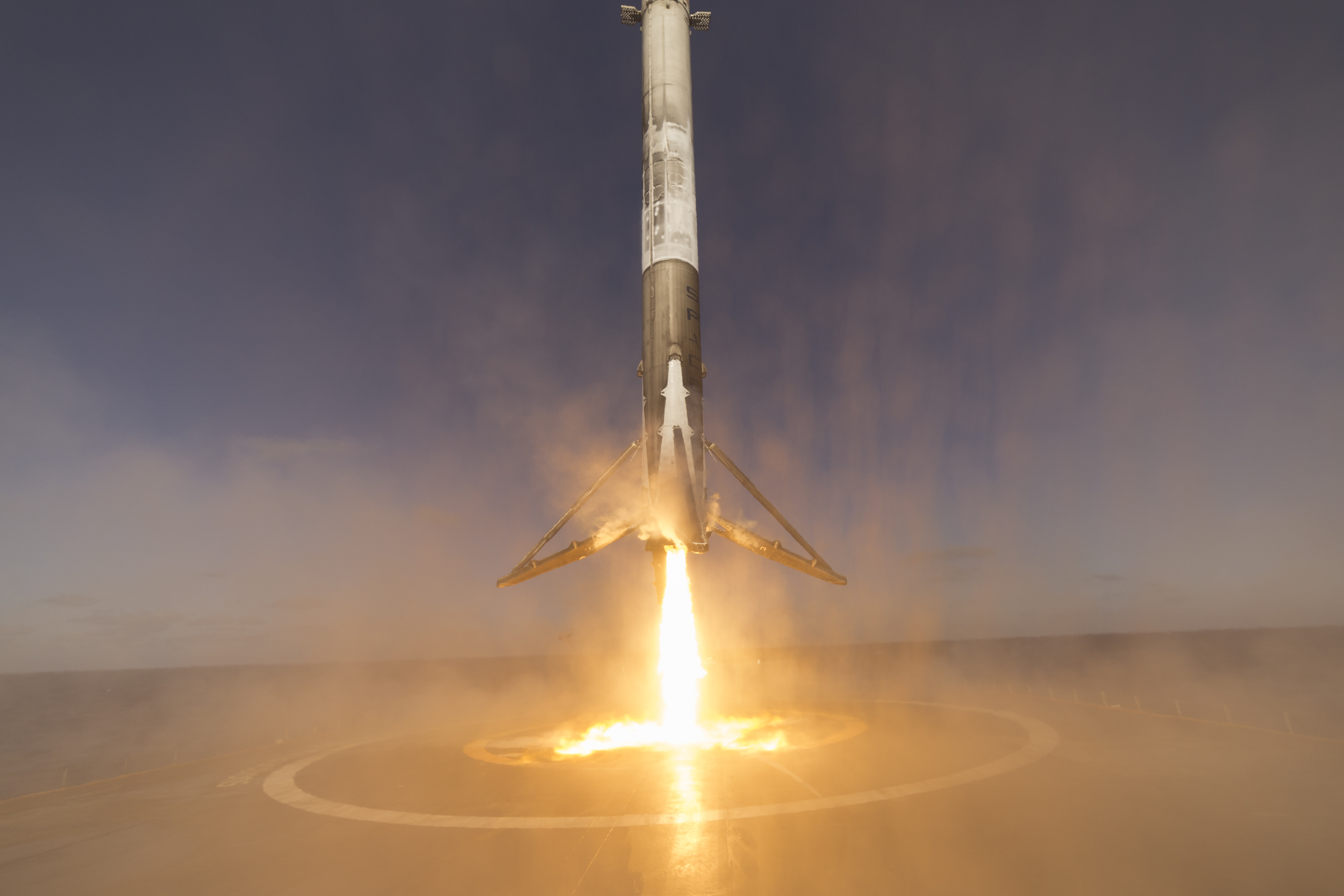
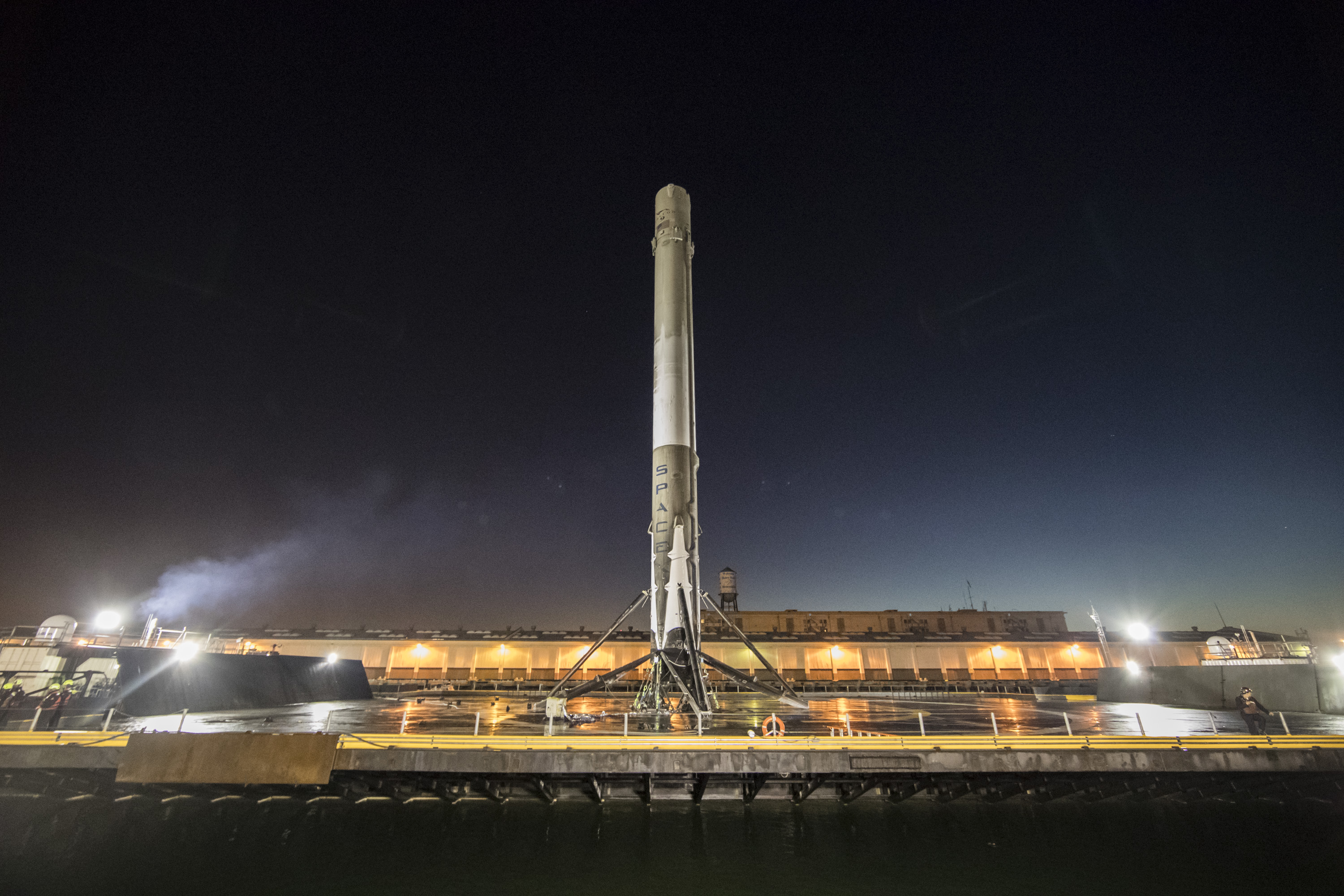

### 30 марта 2017 (SES-10)
Во второй раз на платформу «Of Course I Still Love You» была успешно посажена повторно запущенная первая ступень с серийным номером B1021, которая уже садилась на эту же платформу в апреле 2016 года после запуска миссии SpaceX CRS-8.

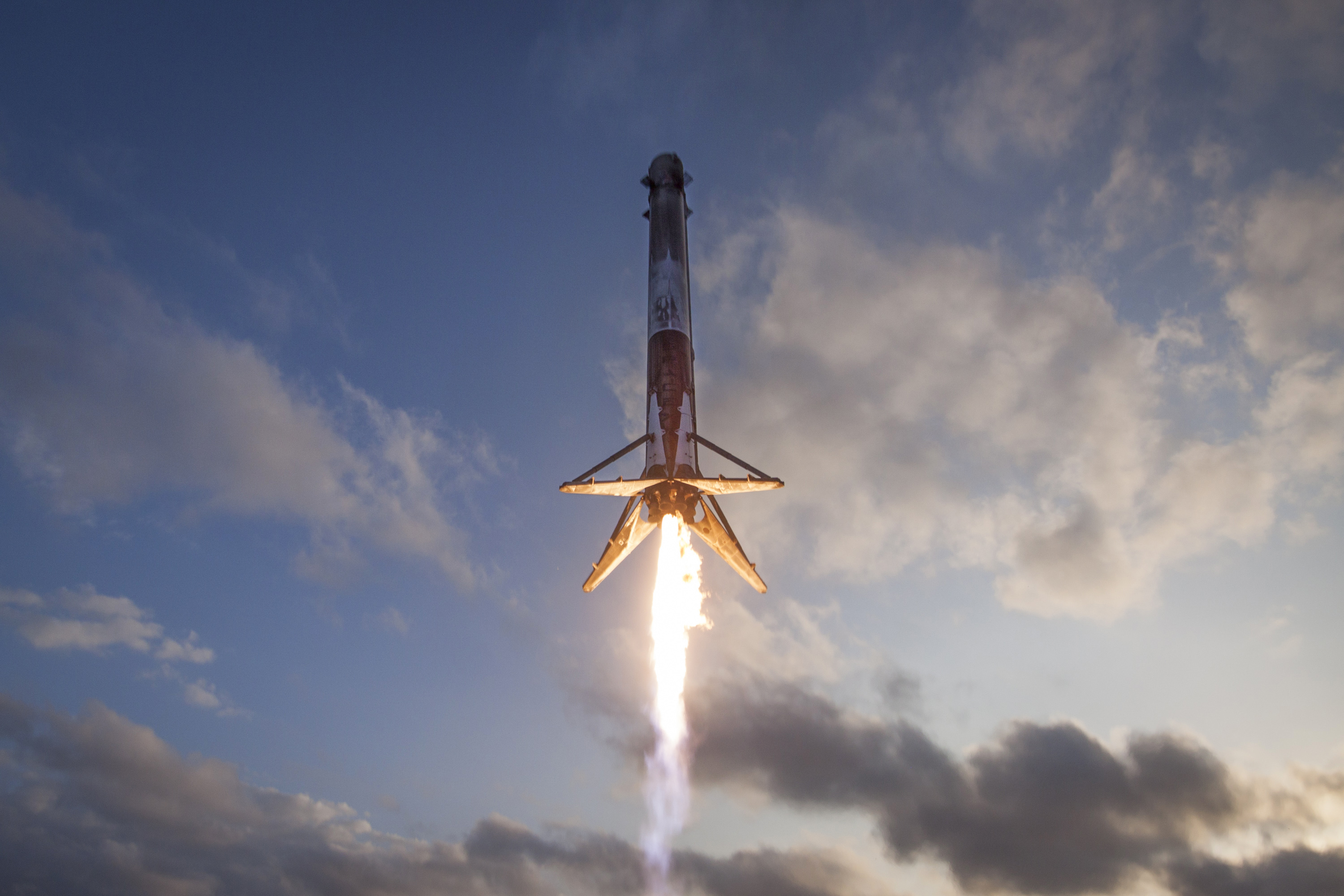
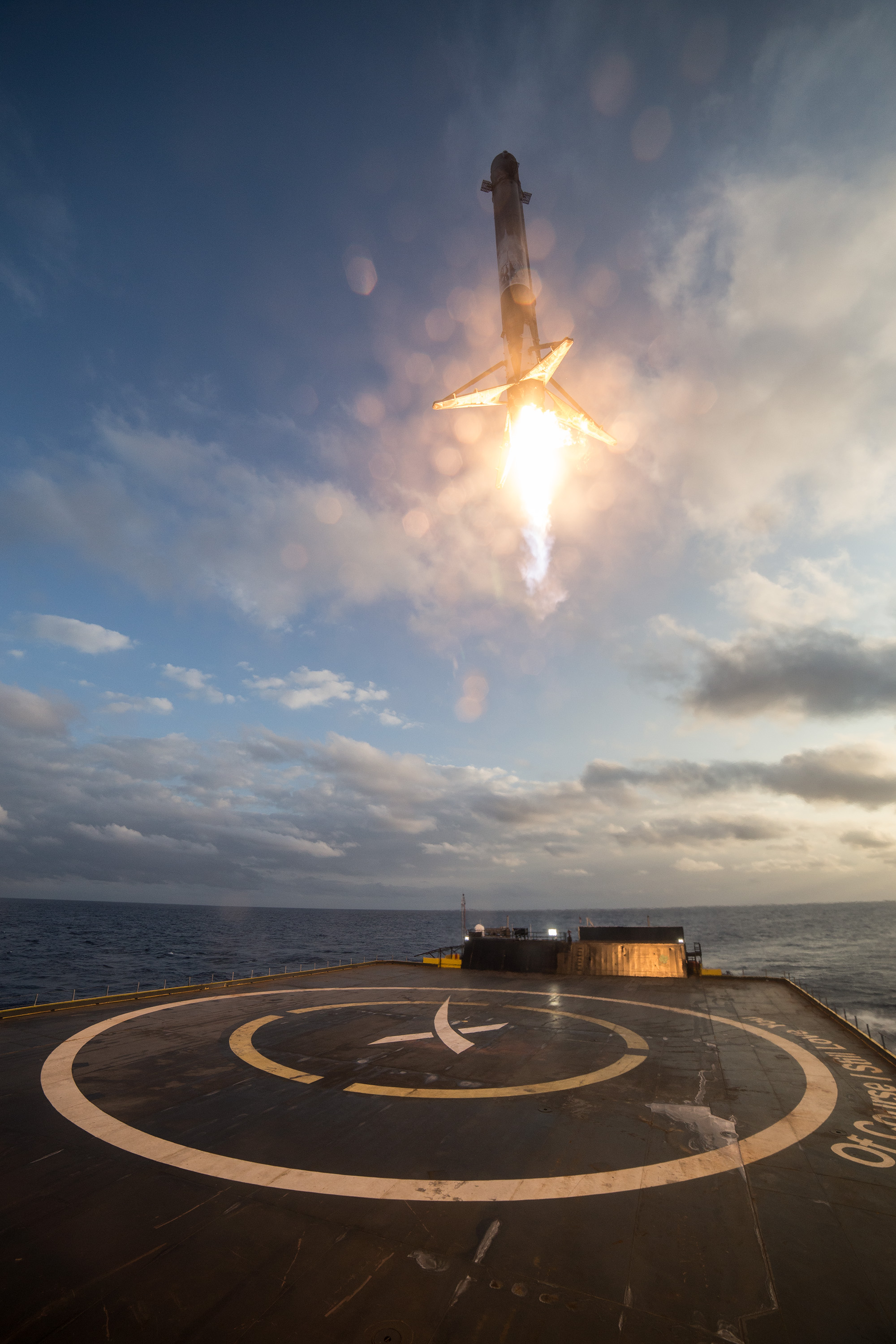
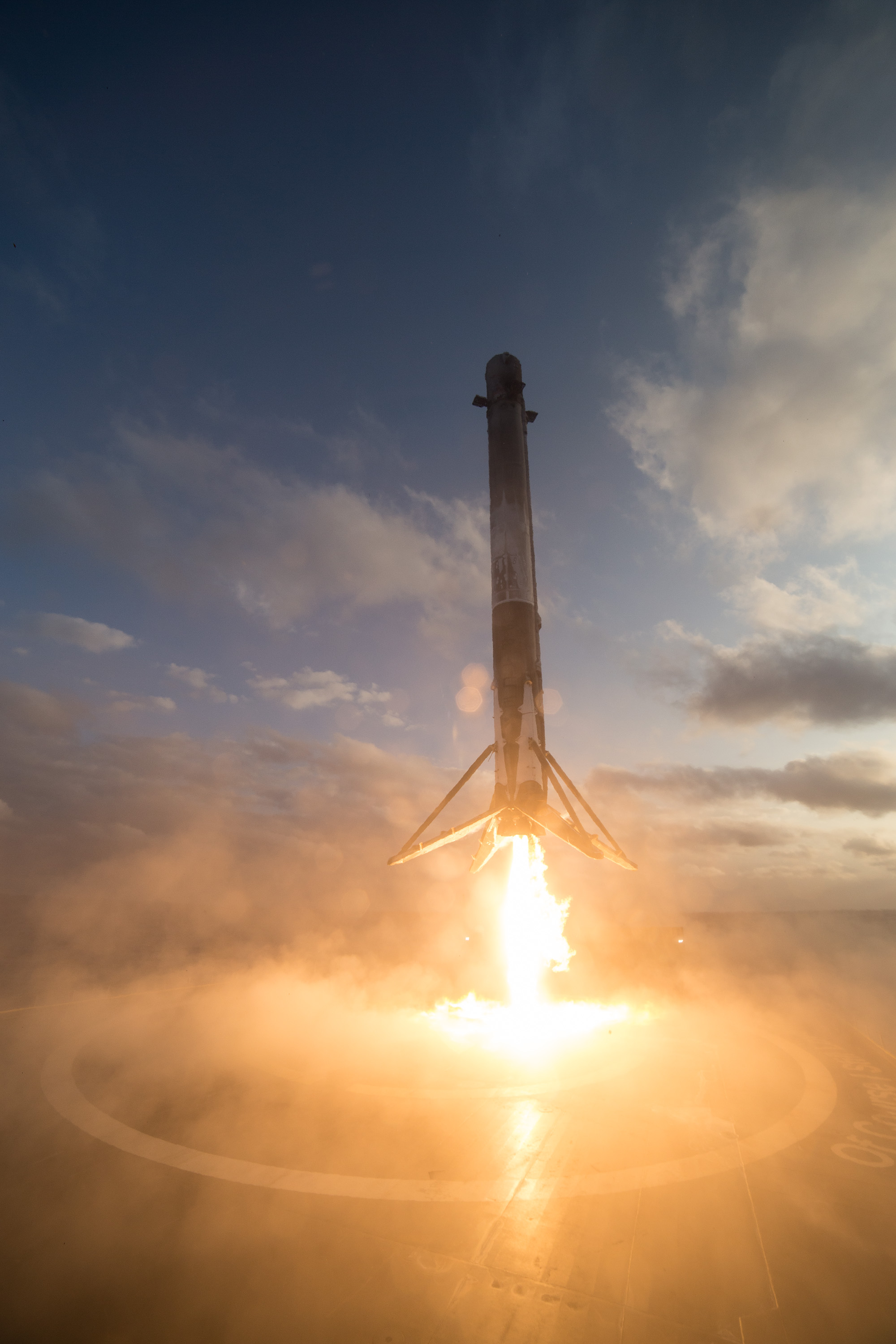
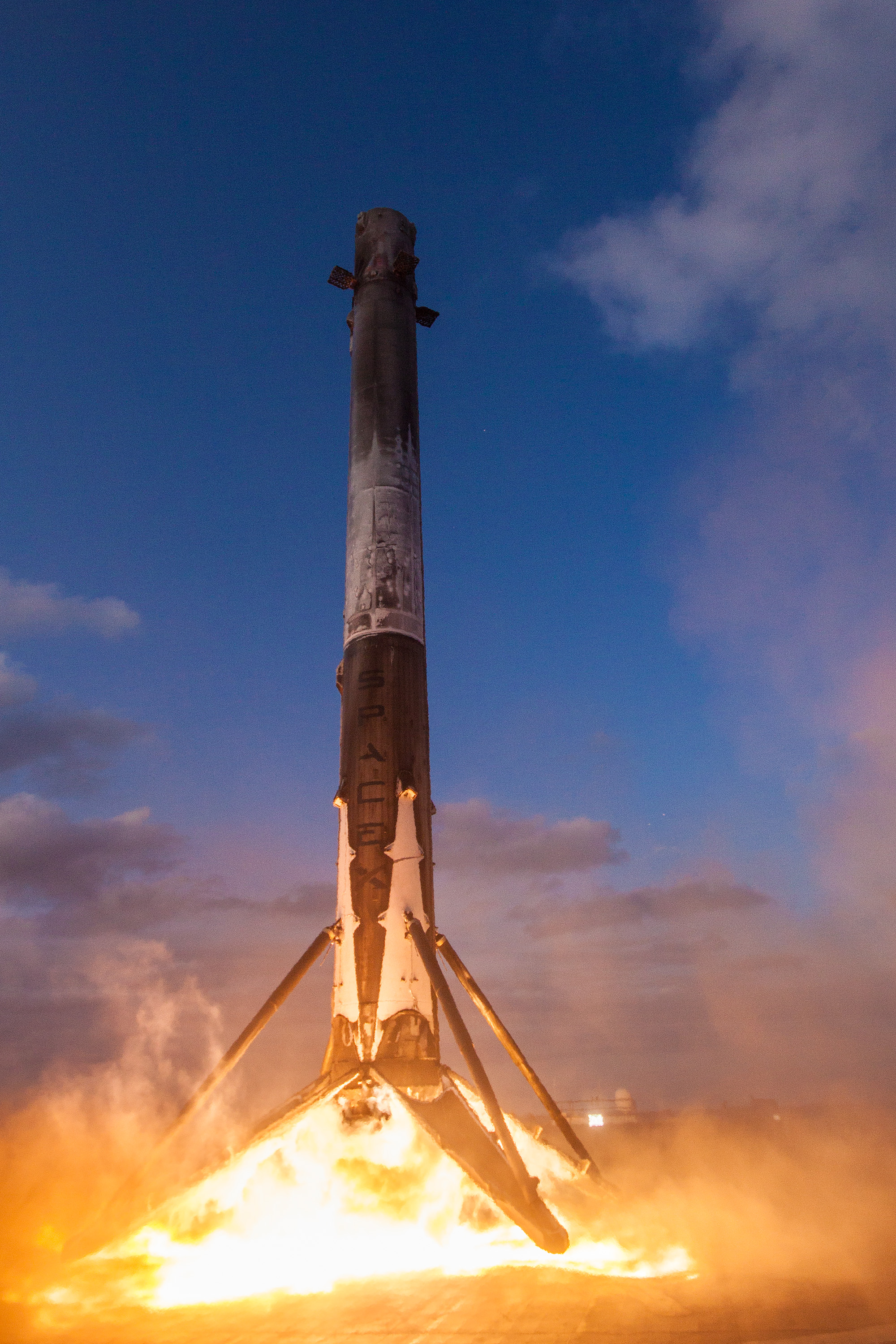
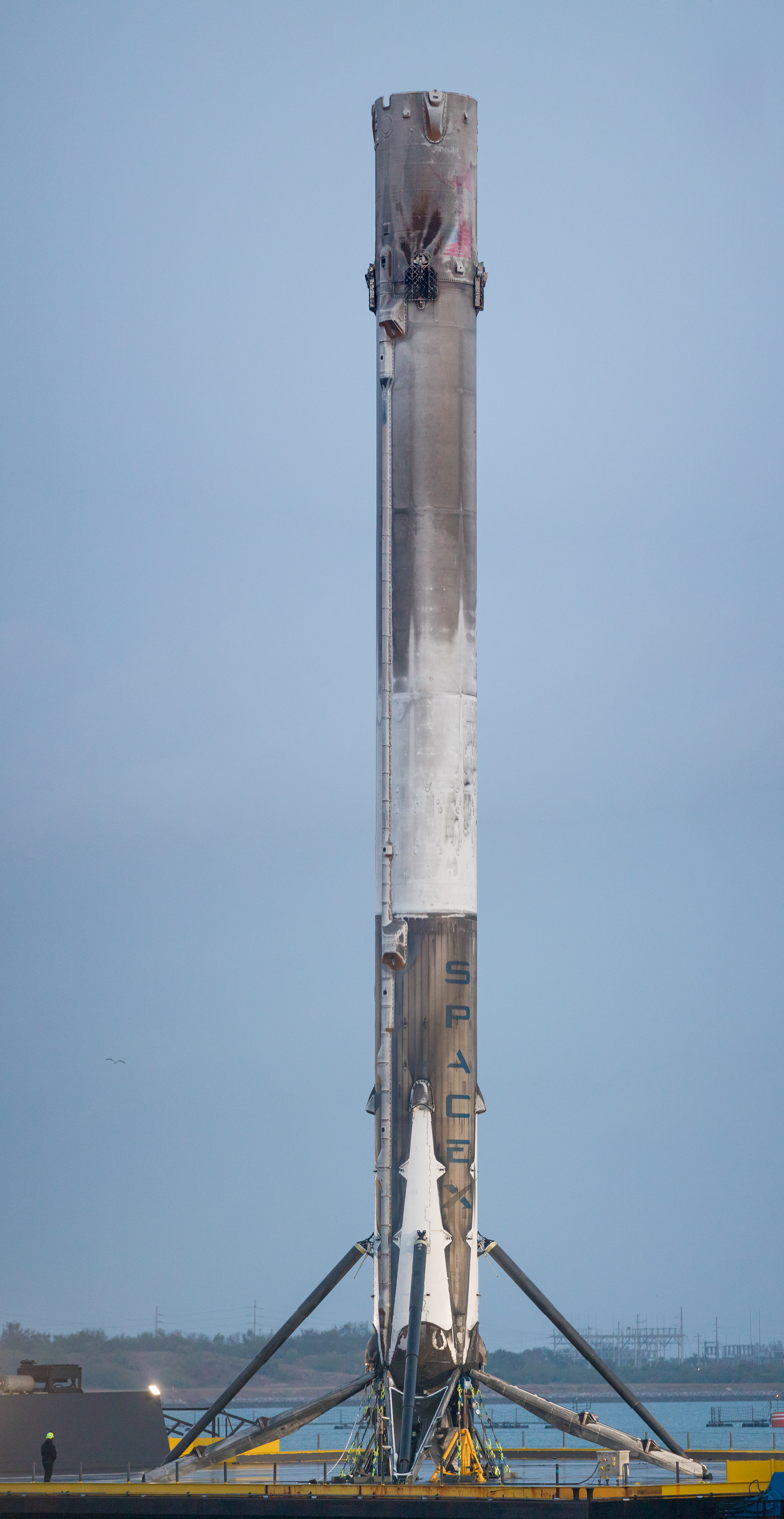

### 23 июня 2017 (BulgariaSat-1)
Условия обратного входа в атмосферу для повторно запущенной ступени B1029 были наиболее тяжёлыми, по сравнению с предыдущими запусками, посадочный импульс выполнялся тремя двигателями. Первая ступень жёстко, но успешно приземлилась на платформу «Of Course I Still Love You», почти полностью использовав сминаемые зоны деформации посадочных опор для погашения избыточной скорости при касании поверхности.

### 25 июня 2017 (Iridium-2)
Первая ступень выполнила успешную посадку на платформу «Just Read the Instructions». Впервые использовались решётчатые рули, выполненные из титана. Новые рули немного длиннее и тяжелее своих алюминиевых предшественников, повышают возможности контроля ступени, выдерживают температуру без необходимости нанесения абляционного покрытия и могут быть использованы неограниченное количество раз, без межполётного обслуживания.

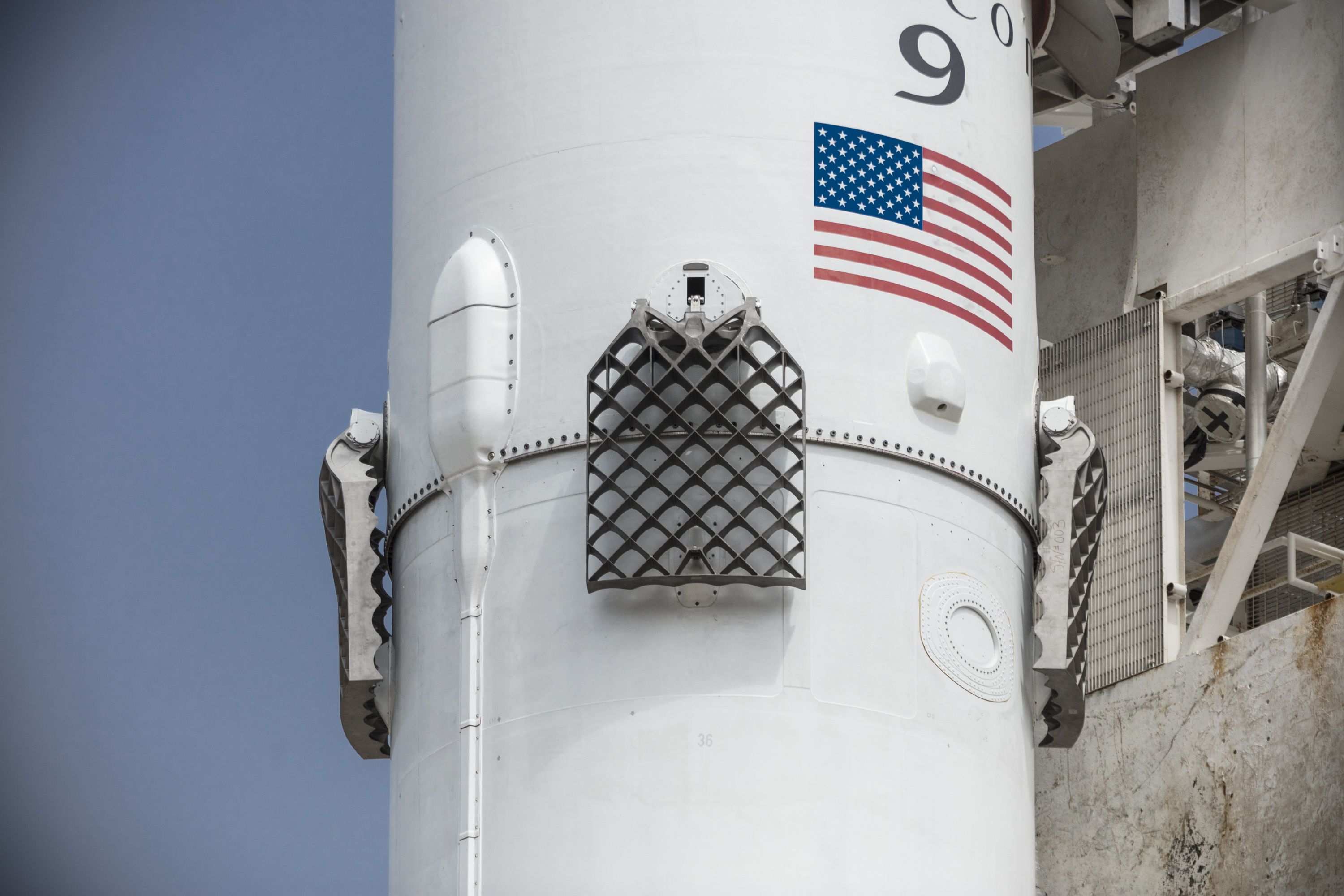
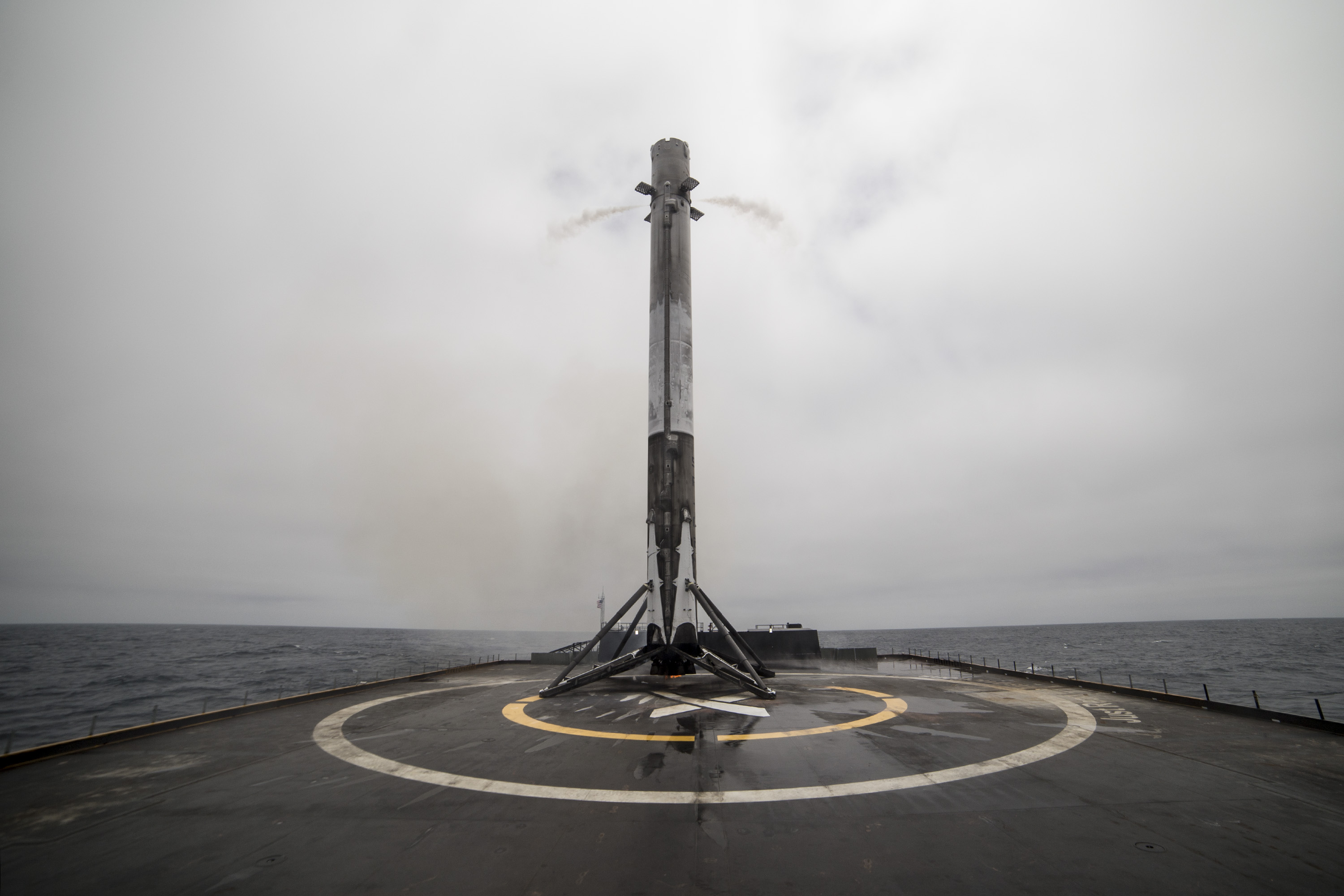
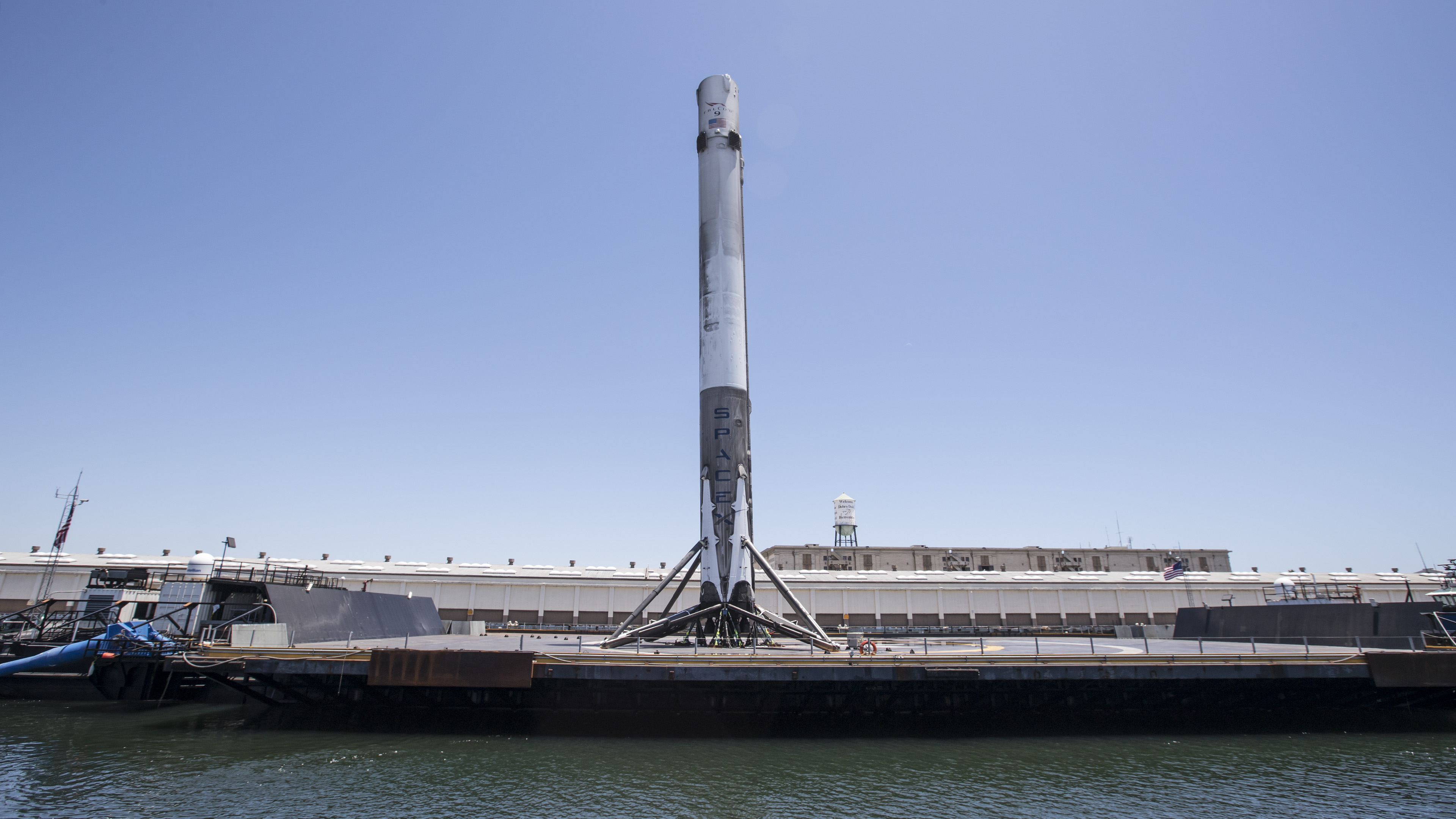